# 2024년 K리그2의 경기 결과
2024년 K리그2의 경기 결과를 정리한 문서이다.

## 라운드 1 (3월 1-3일 금/토/일)
- 휴식팀: 김포 FC

| 2024년 3월 1일 (금) | 안산 그리너스 | 1 - 2 | 경남 FC         | 안산와~스타디움, 안산                                     |  |  |
| 14:00 UTC+9         | 이규빈 14′    |       | 36′, 83′ 원기종 | 관중 수: 1419 심판: 최광호 맨 오브 더 매치: 원기종 (경남) |  |  |
|                     |               |       |                 |                                                           |  |  |

| 2024년 3월 1일 (금) | FC 안양                                        | 2 - 0 | 성남 FC | 안양종합운동장, 안양                           |  |  |
| 14:00 UTC+9         | 유정완 2′ · 다니에우 메데이루스 모레이라 45+5′ |       |         | 관중 수: 8802 심판: 설태환 맨 오브 더 매치: () |  |  |
|                     |                                                |       |         |                                                |  |  |

| 2024년 3월 2일 (토) | 부천 FC 1995 | 1 - 3 | 천안 시티 FC                              | 부천종합운동장, 부천                           |  |  |
| 14:00 UTC+9         | 최재영 37′   |       | 16′ 윤재석 · 82′ 이광진 · 90+10′ 파울리뉴 | 관중 수: 4030 심판: 오현정 맨 오브 더 매치: () |  |  |
|                     |              |       |                                           |                                                |  |  |

| 2024년 3월 2일 (토) | 충북청주 FC | 1 - 0 | 전남 드래곤즈 | 청주종합운동장, 청주                                          |  |  |
| 16:30 UTC+9         | 윤민호 49′  |       |               | 관중 수: 5095 심판: 박종명 맨 오브 더 매치: 윤민호 (충북청주) |  |  |
|                     |             |       |               |                                                               |  |  |

| 2024년 3월 3일 (일) | 수원 삼성 블루윙즈       | 2 - 1 | 충남아산   | 수원월드컵경기장, 수원                                                  |  |  |
| 14:00 UTC+9         | 페이살 물리치 21′, 45+6′ |       | 68′ 정마호 | 관중 수: 14,196 심판: 안재훈 맨 오브 더 매치: 페이살 물리치 (수원 삼성) |  |  |
|                     |                          |       |            |                                                                         |  |  |

| 2024년 3월 3일 (일) | 부산 아이파크 | 0 - 3 | 서울 이랜드 FC                                     | 부산아시아드주경기장, 부산                                                  |  |  |
| 16:30 UTC+9         |               |       | 5′ 오스마르 이바녜스 · 90+4′ 변경준 · 90+7′ 박민서 | 관중 수: 4691 심판: 정회수 맨 오브 더 매치: 오스마르 이바녜스 (서울 이랜드) |  |  |
|                     |               |       |                                                    |                                                                             |  |  |

## 라운드 2 (3월 9-10일 토/일)
- 휴식팀: FC 안양

| 2024년 3월 9일 (토) | 경남 FC             | 1 - 4 | 부산 아이파크                                     | 창원축구센터, 창원                                               |  |  |
| 14:00 UTC+9         | 원기종 30′ (페널티) |       | 39′, 46′, 75′ 김찬 · 45+4′ (페널티) 브루누 라마스 | 관중 수: 7649 심판: 송민석 맨 오브 더 매치: 김찬 (부산 아이파크) |  |  |
|                     |                     |       |                                                   |                                                                  |  |  |

| 2024년 3월 9일 (토) | 전남 드래곤즈                                                  | 4 - 0 | 김포 FC | 광양축구전용구장, 광양                                             |  |  |
| 16:30 UTC+9         | 최성진 32′ · 김종민 60′, 90′ · 혼 프랑키 몬타뇨 시니스테라 70′ |       |         | 관중 수: 7295 심판: 김영수 맨 오브 더 매치: 김종민 (전남 드래곤즈) |  |  |
|                     |                                                                |       |         |                                                                    |  |  |

| 2024년 3월 9일 (토) | 충남아산                           | 1 - 1 | 부천 FC 1995                  | 아산이순신종합운동장, 아산                                                              |  |  |
| 16:30 UTC+9         | 파울루 아폰수 다 호샤 주니오르 72′ |       | 63′ 주아킹 마누엘 웰루 루페타 | 관중 수: 10,022 심판: 오현진 맨 오브 더 매치: 파울루 아폰수 다 호샤 주니오르 (충남아산) |  |  |
|                     |                                    |       |                               |                                                                                         |  |  |

| 2024년 3월 10일 (일) | 서울 이랜드 FC                   | 2 - 1 | 수원 삼성 블루윙즈 | 목동종합운동장, 서울                                             |  |  |
| 14:00 UTC+9          | 브루누 시우바 53′ · 조동재 90+4′ |       | 78′ 전진우         | 관중 수: 9123 심판: 조지음 맨 오브 더 매치: 조동재 (서울 이랜드) |  |  |
|                      |                                  |       |                    |                                                                  |  |  |

| 2024년 3월 10일 (일) | 천안 시티 FC               | 1 - 2 | 충북청주 FC               | 천안종합운동장, 천안                                           |  |  |
| 14:00 UTC+9          | 브루누 호드리게스 모타 27′ |       | 81′ 이강한 · 90+6′ 이민형 | 관중 수: 5576 심판: 고민국 맨 오브 더 매치: 이민형 (충북 청주) |  |  |
|                      |                            |       |                           |                                                                |  |  |

| 2024년 3월 10일 (일) | 성남 FC    | 1 - 3 | 안산 그리너스               | 탄천종합운동장, 성남                                               |  |  |
| 16:30 UTC+9          | 김정환 21′ |       | 4′ 김재성 · 52′, 77′ 노경호 | 관중 수: 3077 심판: 최규현 맨 오브 더 매치: 노경호 (안산 그리너스) |  |  |
|                      |            |       |                             |                                                                    |  |  |

## 라운드 3 (3월 16-17일 토/일)
- 휴식팀: 전남 드래곤즈

| 2024년 3월 16일 (토) | 천안 시티 FC | 0 - 0 | 성남 FC | 천안종합운동장, 천안                                           |  |  |
| 14:00 UTC+9          |              |       |         | 관중 수: 1962 심판: 최일우 맨 오브 더 매치: 강정묵 (천안 시티) |  |  |
|                      |              |       |         |                                                                |  |  |

| 2024년 3월 16일 (토) | 경남 FC    | 1 - 2 | 충남아산                | 창원축구센터, 창원                                            |  |  |
| 16:30 UTC+9          | 원기종 35′ |       | 26′ 김종석 · 42′ 정마호 | 관중 수: 2955 심판: 임정수 맨 오브 더 매치: 김종석 (충남아산) |  |  |
|                      |            |       |                         |                                                               |  |  |

| 2024년 3월 16일 (토) | 부천 FC 1995 | 1 - 0 | 서울 이랜드 FC | 부천종합운동장, 부천                                      |  |  |
| 16:30 UTC+9          | 안재준 73′   |       |                | 관중 수: 3139 심판: 안재훈 맨 오브 더 매치: 안재준 (부천) |  |  |
|                      |              |       |                |                                                           |  |  |

| 2024년 3월 17일 (일) | 부산 아이파크 | 0 - 1 | 김포 FC         | 부산아시아드주경기장, 부산                                     |  |  |
| 14:00 UTC+9          |               |       | 60′ 루이스 미나 | 관중 수: 2245 심판: 설태환 맨 오브 더 매치: 루이스 미나 (김포) |  |  |
|                      |               |       |                 |                                                                |  |  |

| 2024년 3월 17일 (일) | 충북청주 FC | 1 - 1 | FC 안양                        | 청주종합운동장, 청주                                          |  |  |
| 14:00 UTC+9          | 구현준 75′  |       | 71′ 단레이 메데이루스 모레이라 | 관중 수: 3645 심판: 박정호 맨 오브 더 매치: 구현준 (충북청주) |  |  |
|                      |             |       |                                |                                                               |  |  |

| 2024년 3월 17일 (일) | 안산 그리너스 | 0 - 1 | 수원 삼성 블루윙즈 | 안산와~스타디움, 안산                                                   |  |  |
| 16:30 UTC+9          |               |       | 63′ 한호강         | 관중 수: 8226 심판: 박세진 맨 오브 더 매치: 한호강 (수원 삼성 블루윙즈) |  |  |
|                      |               |       |                    |                                                                         |  |  |

## 라운드 4 (3월 30-31일 토/일)
- 휴식팀: 안산 그리너스

| 2024년 3월 30일 (토) | 충남 아산 FC                                | 4 - 1 | 충북청주 FC | 이순신종합운동장, 아산                           |  |  |
| 14:00 UTC+9          | 이학민 31′ · 강민규 63′, 74′ · 황기욱 90+2′ |       | 33′ 홍원진  | 관중 수: 1994 맨 오브 더 매치: 강민규 (충남아산) |  |  |
|                      |                                             |       |             |                                                  |  |  |

| 2024년 3월 30일 (토) | 서울 이랜드 FC | 1 - 2 | FC 안양                               | 목동종합운동장, 서울                           |  |  |
| 16:30 UTC+9          | 고무열 90′     |       | 45+3′, 77′ 마테우스 올리베이라 산투스 | 관중 수: 5087 맨 오브 더 매치: 마테우스 (안양) |  |  |
|                      |                |       |                                       |                                                |  |  |

| 2024년 3월 30일 (토) | 성남 FC                                                | 2 - 1 | 김포 FC    | 탄천종합운동장, 성남                         |  |  |
| 16:30 UTC+9          | 레오나르두 아세베두 루이스 30′ (페널티) · 박지원 90+2′ |       | 47′ 김경준 | 관중 수: 4486 맨 오브 더 매치: 박지원 (성남) |  |  |
|                      |                                                        |       |            |                                              |  |  |

| 2024년 3월 31일 (일) | 부천 FC 1995            | 2 - 0 | 경남 FC | 부천종합운동장, 부천                         |  |  |
| 14:00 UTC+9          | 정희웅 39′ · 김동현 65′ |       |         | 관중 수: 3760 맨 오브 더 매치: 정희웅 (부천) |  |  |
|                      |                         |       |         |                                              |  |  |

| 2024년 3월 31일 (일) | 전남 드래곤즈            | 1 - 0 | 천안 시티 FC | 광양축구전용구장, 광양                                |  |  |
| 14:00 UTC+9          | 욀로주 플라카 페수 90+1′ |       |              | 관중 수: 5005 맨 오브 더 매치: 플라카 (전남 드래곤즈) |  |  |
|                      |                          |       |              |                                                       |  |  |

| 2024년 3월 31일 (일) | 수원 삼성 블루윙즈 | 0 - 1 | 부산 아이파크 | 수원월드컵경기장, 수원                                |  |  |
| 16:30 UTC+9          |                    |       | 24′ 페신      | 관중 수: 11,707 맨 오브 더 매치: 페신 (부산 아이파크) |  |  |
|                      |                    |       |               |                                                       |  |  |

## 라운드 5 (4월 6-7일 토/일)
- 휴식팀: 부천 FC 1995

| 2024년 4월 6일 (토) | FC 안양    | 1 - 0 | 안산 그리너스 | 안양종합운동장, 안양                                                         |  |  |
| 14:00 UTC+9         | 김운 90+7′ |       |               | 관중 수: 2873 심판: 박종명 부심: 송봉근, 김종희 맨 오브 더 매치: 김운 (안양) |  |  |
|                     |            |       |               |                                                                              |  |  |

| 2024년 4월 6일 (토) | 서울 이랜드 FC | 1 - 1 | 김포 FC                       | 목동종합운동장, 서울                                                                  |  |  |
| 16:30 UTC+9         | 변경준 72′     |       | 76′ 루이스 파비안 미나 사파타 | 관중 수: 2927 심판: 안재훈 부심: 이병주, 김유영 맨 오브 더 매치: 변경준 (서울 이랜드) |  |  |
|                     |                |       |                               |                                                                                       |  |  |

| 2024년 4월 6일 (토) | 충남 아산 FC | 1 - 1 | 성남 FC    | 이순신종합운동장, 아산                                                               |  |  |
| 16:30 UTC+9         | 강민규 59′   |       | 84′ 박지원 | 관중 수: 3352 심판: 고민국 부심: 주현민, 황보진현 맨 오브 더 매치: 강민규 (충남아산) |  |  |
|                     |              |       |            |                                                                                      |  |  |

| 2024년 4월 7일 (일) | 천안 시티 FC                    | 2 - 2 | 경남 FC                          | 천안종합운동장, 천안                                               |  |  |
| 14:00 UTC+9         | 브루누 호드리게스 모타 45′, 74′ |       | 37′ 원기종 · 63′ 바차나 아라불리 | 관중 수: 1,742 맨 오브 더 매치: 브루누 호드리게스 모타 (천안 시티) |  |  |
|                     |                                 |       |                                  |                                                                    |  |  |

| 2024년 4월 7일 (일) | 부산 아이파크 | 0 - 1 | 전남 드래곤즈 | 부산아시아드주경기장, 부산                             |  |  |
| 14:00 UTC+9         |               |       | 74′ 김종민    | 관중 수: 2,239 맨 오브 더 매치: 김종민 (전남 드래곤즈) |  |  |
|                     |               |       |               |                                                        |  |  |

| 2024년 4월 7일 (일) | 충북청주 FC | 0 - 1 | 수원 삼성 블루윙즈 | 청주종합운동장, 청주                |  |  |
| 16:30 UTC+9         |             |       | 90+9′ 김현         | 관중 수: 10,635 맨 오브 더 매치: () |  |  |
|                     |             |       |                    |                                     |  |  |

## 라운드 6 (4월 10일 수)
- 휴식팀: 경남 FC

| 2024년 4월 10일 (수) | FC 안양                              | 3 - 0 | 부천 FC 1995 | 안양종합운동장, 안양                                                          |  |  |
| 14:00 UTC+9          | 김운 42′ · 야고 67′ · 마테우스 90+4′ |       |              | 관중 수: 3,087 심판: 정희수 부심: 장종필, 김태원 맨 오브 더 매치: 김운 (안양) |  |  |
|                      |                                      |       |              |                                                                               |  |  |

| 2024년 4월 10일 (수) | 성남 FC                                     | 2 - 2 | 서울 이랜드 FC  | 탄천종합운동장, 성남                                                                                |  |  |
| 14:00 UTC+9          | 이준상 61′ · 레오나르도 아세베도 루이스 83′ |       | 28′, 48′ 브루노 | 관중 수: 2,459 심판: 송민석 부심: 이양우, 박남수 맨 오브 더 매치: 레오나르도 아세베도 루이스 (성남) |  |  |
|                      |                                             |       |                 | |  |  |

| 2024년 4월 10일 (수) | 수원 삼성 블루윙즈                                             | 5 - 1 | 전남 드래곤즈 | 수원종합운동장, 수원                                                                        |  |  |
| 14:00 UTC+9          | 유지하 3′ (자책골) · 손석용 63′ · 김현 72′, 90+6′ · 이시영 81′ |       | 8′ 박태용     | 관중 수: 8,708 심판: 오현진 부심: 김경민, 김태형 맨 오브 더 매치: 김현 (수원 삼성 블루윙즈) |  |  |
|                      |                                                                |       |               |                                                                                             |  |  |

| 2024년 4월 10일 (수) | 충북청주 FC | 0 - 0 | 김포 FC | 청주종합운동장, 청주                                                                |  |  |
| 14:00 UTC+9          |             |       |         | 관중 수: 2,175 심판: 임정수 부심: 지승민, 이영운 맨 오브 더 매치: 류원우 (충북청주) |  |  |
|                      |             |       |         |                                                                                     |  |  |

| 2024년 4월 10일 (수) | 천안 시티 FC                                                 | 2 - 4 | 부산 아이파크                               | 천안종합운동장, 천안                                                                       |  |  |
| 16:30 UTC+9          | 에리키스 다 시우바 페레이라 14′ · 브루누 호드리게스 모타 86′ |       | 45+4′, 74′ 임민혁 · 55′ 이동수 · 67′ 이한도 | 관중 수: 1,359 심판: 박정호 부심: 이병주, 황보진현 맨 오브 더 매치: 임민혁 (부산 아이파크) |  |  |
|                      |                                                              |       |                                             |                                                                                            |  |  |

| 2024년 4월 10일 (수) | 안산 그리너스 | 1 - 0 | 충남 아산 FC | 안산와~스타디움, 안산                                                                    |  |  |
| 16:30 UTC+9          | 김도윤 90+2′  |       |              | 관중 수: 1,123 심판: 최승환 부심: 신재환, 김유영 맨 오브 더 매치: 김도윤 (안산 그리너스) |  |  |
|                      |               |       |              |                                                                                          |  |  |

## 라운드 7 (4월 13-14일 토/일)
- 휴식팀: 서울 이랜드 FC

| 2024년 4월 13일 (토) | 경남 FC    | 1 - 1 | 충북청주 FC | 창원축구센터, 창원                                                           |  |  |
| 14:00 UTC+9          | 도동현 80′ |       | 27′ 정민우  | 관중 수: 3019 심판: 최규현 부심: 송봉근, 김수현 맨 오브 더 매치: 도동현 (경) |  |  |
|                      |            |       |             |                                                                              |  |  |

| 2024년 4월 13일 (토) | 부천 FC 1995        | 1 - 1 | 성남 FC                        | 부천종합운동장, 부천                                                                    |  |  |
| 16:30 UTC+9          | 호드리구 바사니 33′ |       | 83′ 레오나르도 아세베도 루이스 | 관중 수: 3856 심판: 조지음 부심: 지승민, 김태형 맨 오브 더 매치: 호드리구 바사니 (부천) |  |  |
|                      |                     |       |                                |                                                                                         |  |  |

| 2024년 4월 13일 (토) | 부산 아이파크                | 3 - 4 | FC 안양                                               | 부산아시아드주경기장, 부산                                                     |  |  |
| 16:30 UTC+9          | 이동수 58′ · 천지현 78′, 85′ |       | 12′ 마테우스 · 27′ 홍창범 · 30′ 단레이 · 90+1′ 김정현 | 관중 수: 2757 심판: 설태환 부심: 이영운, 김유영 맨 오브 더 매치: 김정현 (안양) |  |  |
|                      |                              |       |                                                       |                                                                                |  |  |

| 2024년 4월 14일 (일) | 전남 드래곤즈 | 1 - 1 | 안산 그리너스 | 광양축구전용구장, 광양                                                       |  |  |
| 14:00 UTC+9          | 박태용 81′    |       | 11′ 양세영    | 관중 수: 3468 심판: 박세진 부심: 홍석찬, 김태원 맨 오브 더 매치: 박태용 (전) |  |  |
|                      |               |       |               |                                                                              |  |  |

| 2024년 4월 14일 (일) | 충남 아산 FC            | 2 - 2 | 천안 시티 FC              | 이순신종합운동장, 아산                                              |  |  |
| 16:30 UTC+9          | 강민규 50′ · 김종석 56′ |       | 59′ 파울리뇨 · 71′ 윤재석 | 관중 수: 2663 심판: 김영수 부심: 이양우, 김경민 맨 오브 더 매치: () |  |  |
|                      |                         |       |                           |                                                                     |  |  |

| 2024년 4월 14일 (일) | 수원 삼성 블루윙즈                 | 2 - 1 | 김포 FC    | 수원월드컵경기장, 수원                                                |  |  |
| 16:30 UTC+9          | 손석용 3′ · 정한철 90+10′ (자책골) |       | 51′ 박경록 | 관중 수: 8054 심판: 최광호 부심: 김종희, 황보진현 맨 오브 더 매치: () |  |  |
|                      |                                    |       |            |                                                                       |  |  |

## 라운드 8 (4월 20-21일 토/일)
- 휴식팀: 천안 시티 FC

| 2024년 4월 20일 (토) | 부천 FC 1995      | 1 - 3 | 부산 아이파크                      | 부천종합운동장, 부천              |  |  |
| 14:00 UTC+9          | 닐손 주니어 45+2′ |       | 23′ 최건주 · 51′ 페신 · 78′ 이상준 | 관중 수: 2278 맨 오브 더 매치: () |  |  |
|                      |                   |       |                                    |                                   |  |  |

| 2024년 4월 20일 (토) | 성남 FC    | 1 - 2 | 충북청주 FC       | 탄천종합운동장, 성남              |  |  |
| 16:30 UTC+9          | 양시후 17′ |       | 65′, 68′ 파울리뇨 | 관중 수: 1415 맨 오브 더 매치: () |  |  |
|                      |            |       |                   |                                   |  |  |

| 2024년 4월 21일 (일) | FC 안양    | 1 - 3 | 수원 삼성 블루윙즈                        | 안양종합운동장, 안양                |  |  |
| 14:00 UTC+9          | 김운 90+4′ |       | 19′ 김주찬 · 42′ 김현 · 90′ 페이살 물리치 | 관중 수: 12.323 맨 오브 더 매치: () |  |  |
|                      |            |       |                                           |                                     |  |  |

| 2024년 4월 21일 (일) | 안산 그리너스 | 1 - 2 | 김포 FC                                     | 안산와~스타디움, 안산             |  |  |
| 14:00 UTC+9          | 양세영 56′    |       | 6′ 이현일 · 45+3′ 루이스 파비안 미나 사파타 | 관중 수: 1145 맨 오브 더 매치: () |  |  |
|                      |               |       |                                             |                                   |  |  |

| 2024년 4월 21일 (일) | 경남 FC                 | 2 - 1 | 서울 이랜드 FC    | 창원축구센터, 창원                |  |  |
| 16:30 UTC+9          | 이민기 28′ · 이민혁 34′ |       | 89′ 에두비 이코바 | 관중 수: 3909 맨 오브 더 매치: () |  |  |
|                      |                         |       |                   |                                   |  |  |

| 2024년 4월 21일 (일) | 충남 아산 FC | 1 - 1 | 전남 드래곤즈         | 이순신종합운동장, 아산            |  |  |
| 16:30 UTC+9          | 정마호 58′   |       | 발디비아 72′ (페널티) | 관중 수: 1957 맨 오브 더 매치: () |  |  |
|                      |              |       |                       |                                   |  |  |

## 라운드 9 (4월 27-28일 토/일)
- 휴식팀: 성남 FC

| 2024년 4월 27일 (토) | 서울 이랜드 FC                                                                | 5 - 0 | 충남 아산 FC | 목동종합운동장, 서울                                                              |  |  |
| 14:00 UTC+9          | 변경준 3′ · 브루누 다 시우바 코스타 39′, 62′ · 에두비 이코바 41′ · 박정인 74′ |       |              | 관중 수: 2934 심판: 최규현 맨 오브 더 매치: 브루누 다 시우바 코스타 (서울 이랜드) |  |  |
|                      |                                                                               |       |              |                                                                                   |  |  |

| 2024년 4월 27일 (토) | 부산 아이파크         | 2 - 1 | 안산 그리너스 | 부산아시아드주경기장, 부산                            |  |  |
| 16:30 UTC+9          | 이한도 12′ · 페신 37′ |       | 53′ 노경호    | 관중 수: 2518 맨 오브 더 매치: 이한도 (부산 아이파크) |  |  |
|                      |                       |       |               |                                                       |  |  |

| 2024년 4월 27일 (토) | 천안 시티 FC | 1 - 2 | 김포 FC                 | 천안종합운동장, 천안                         |  |  |
| 16:30 UTC+9          | 파울리뇨 67′ |       | 22′ 최재훈 · 83′ 장윤호 | 관중 수: 1620 맨 오브 더 매치: 장윤호 (김포) |  |  |
|                      |              |       |                         |                                              |  |  |

| 2024년 4월 28일 (일) | 전남 드래곤즈 | 1 - 2 | FC 안양                                | 광양축구전용구장, 광양                                         |  |  |
| 14:00 UTC+9          | 김종민 57′    |       | 15′ 리영직 · 78′ 야구 세자르 다 시우바 | 관중 수: 3375 맨 오브 더 매치: 야구 세자르 다 시우바 (FC 안양) |  |  |
|                      |               |       |                                        |                                                                |  |  |

| 2024년 4월 28일 (일) | 수원 삼성 블루윙즈  | 1 - 1 | 경남 FC    | 수원월드컵경기장, 수원                                              |  |  |
| 14:00 UTC+9          | 페이살 물리치 90+8′ |       | 55′ 이준재 | 관중 수: 11,109 맨 오브 더 매치: 페이살 물리치 (수원 삼성 블루윙즈) |  |  |
|                      |                     |       |            |                                                                     |  |  |

| 2024년 4월 28일 (일) | 충북청주 FC | 0 - 0 | 부천 FC 1995 | 청주종합운동장, 청주              |  |  |
| 16:30 UTC+9          |             |       |              | 관중 수: 2668 맨 오브 더 매치: () |  |  |
|                      |             |       |              |                                   |  |  |

## 라운드 10 (5월 4-6일 토/일/월)
- 휴식팀: 부산 아이파크

| 2024년 5월 4일 (토) | 김포 FC | 0 - 1 | 부천 FC 1995 | 김포솔터축구장, 김포                                                           |  |  |
| 14:00 UTC+9         |         |       | 90+5′ 이정빈 | 관중 수: 4143 심판: 박세진 부심: 이영운, 김태형 맨 오브 더 매치: 이정빈 (부천) |  |  |
|                     |         |       |              |                                                                                |  |  |

| 2024년 5월 4일 (토) | 충남아산            | 1 - 1 | FC 안양             | 이순신종합운동장, 아산                                                             |  |  |
| 16:30 UTC+9         | 김승호 75′ (페널티) |       | 79′ (자책골) 김승호 | 관중 수: 2715 심판: 박정호 부심: 박남수, 김유영 맨 오브 더 매치: 김승호 (충남아산) |  |  |
|                     |                     |       |                     |                                                                                    |  |  |

| 2024년 5월 5일 (일) | 성남 FC                                       | 2 - 1 | 수원 삼성 블루윙즈 | 탄천종합운동장, 성남                                                               |  |  |
| 14:00 UTC+9         | 레오나르두 아세베두 루이스 34′ · 김훈민 90+8′ |       | 90+10′ 이상민      | 관중 수: 8252 심판: 박종명 부심: 김수현, 김종희 맨 오브 더 매치: 레오나르도 (성남) |  |  |
|                     |                                               |       |                    |                                                                                    |  |  |

| 2024년 5월 5일 (일) | 전남 드래곤즈 | 1 - 3 | 경남 FC                                | 광양축구전용구장, 광양                                                                  |  |  |
| 16:30 UTC+9         | 하남 59′      |       | 34′, 52′ (페널티), 71′ 바차나 아라불리 | 관중 수: 1042 심판: 임정수 부심: 지승민, 주현민 맨 오브 더 매치: 바차나 아라불리 (경남) |  |  |
|                     |               |       |                                        |                                                                                         |  |  |

| 2024년 5월 6일 (월) | 천안 시티 FC | 1 - 1 | 안산 그리너스       | 천안종합운동장, 천안                                                                |  |  |
| 14:00 UTC+9         | 이광진 72′   |       | 65′ (자책골) 마상훈 | 관중 수: 1008 심판: 오현진 부심: 송봉근, 신재환 맨 오브 더 매치: 이광진 (천안 시티) |  |  |
|                     |              |       |                     |                                                                                     |  |  |

| 2024년 5월 6일 (월) | 서울 이랜드 FC      | 1 - 1 | 충북청주 FC         | 목동종합운동장, 서울                                                                    |  |  |
| 16:30 UTC+9         | 브루노 10′ (페널티) |       | 58′ (페널티) 김명순 | 관중 수: 1714 심판: 최광호 부심: 홍석찬, 황보진현 맨 오브 더 매치: 브루노 (서울 이랜드) |  |  |
|                     |                     |       |                     |                                                                                         |  |  |

## 라운드 11 (5월 11-12일 토/일)
- 휴식팀: 충북청주 FC

| 2024년 5월 11일 (토) | 부산 아이파크                  | 2 - 3 | 충남아산                             | 부산아시아드주경기장, 부산                                                          |  |  |
| 16:30 UTC+9          | 페신 57′ · 라마스 78′ (페널티) |       | 35′ 강민규 · 75′ 강준혁 · 88′ 박대훈 | 관중 수: 8,607 심판: 설태환 부심: 장종필, 김수현 맨 오브 더 매치: 박대훈 (충남아산) |  |  |
|                      |                                |       |                                      |                                                                                     |  |  |

| 2024년 5월 11일 (토) | 안산 그리너스 | 0 - 3 | 서울 이랜드 FC                                           | 안산와~스타디움, 안산                                                                                 |  |  |
| 19:00 UTC+9          |               |       | 64′, 90+1′ 브루누 다 시우바 코스타 · 90+4′ 에두비 이코바 | 관중 수: 384 심판: 정회수 부심: 이영운, 김태원 맨 오브 더 매치: 브루누 다 시우바 코스타 (서울 이랜드) |  |  |
|                      |               |       |                                                          | |  |  |

| 2024년 5월 11일 (토) | 수원 삼성 블루윙즈 | 0 - 1 | 천안 시티 FC               | 수원월드컵경기장, 수원                                                                               |  |  |
| 19:00 UTC+9          |                    |       | 55′ 브루누 호드리게스 모타 | 관중 수: 8,514 심판: 최규현 부심: 이병주, 김경민 맨 오브 더 매치: 브루누 호드리게스 모타 (천안 시티) |  |  |
|                      |                    |       |                            | |  |  |

| 2024년 5월 12일 (일) | FC 안양 | 0 - 0 | 김포 FC | 안양종합운동장, 안양                                                              |  |  |
| 16:30 UTC+9          |         |       |         | 관중 수: 4,825 심판: 송민석 부심: 지승민, 황보진현 맨 오브 더 매치: 김다솔 (안양) |  |  |
|                      |         |       |         |                                                                                   |  |  |

| 2024년 5월 12일 (일) | 경남 FC   | 1 - 2 | 성남 FC                               | 창원축구센터, 창원                                                                  |  |  |
| 16:30 UTC+9          | 이민기 5′ |       | 69′, 90+1′ 레오나르도 아세베도 루이스 | 관중 수: 3,659 심판: 안재훈 부심: 홍석찬, 박남수 맨 오브 더 매치: 레오나르도 (성남) |  |  |
|                      |           |       |                                       |                                                                                     |  |  |

| 2024년 5월 12일 (일) | 부천 FC 1995                                 | 3 - 4 | 전남 드래곤즈                                                | 부천종합운동장, 부천                                                                       |  |  |
| 19:00 UTC+9          | 루페타 5′ · 바사니 53′ (페널티) · 한지호 64′ |       | 22′ 전유상 · 47′ 조지훈 · 85′ 하남 · 90+8′ (페널티) 발디비아 | 관중 수: 3,294 심판: 조지음 부심: 송봉근, 이양우 맨 오브 더 매치: 발디비아 (전남 드래곤즈) |  |  |
|                      |                                              |       |                                                              |                                                                                            |  |  |

## 라운드 12 (5월 15일 수)
- 휴식팀: 수원 삼성 블루윙즈

| 2024년 5월 15일 (수) | 부천 FC 1995 | 0 - 0 | 안산 그리너스 | 부천종합운동장, 부천                                                           |  |  |
| 16:30 UTC+9          |              |       |               | 관중 수: 1602 심판: 최광호 부심: 이병주, 김유영 맨 오브 더 매치: 김형근 (부천) |  |  |
|                      |              |       |               |                                                                                |  |  |

| 2024년 5월 15일 (수) | 전남 드래곤즈               | 2 - 0 | 성남 FC | 광양축구전용구장, 광양                                                                    |  |  |
| 16:30 UTC+9          | 김종민 39′ · 발디비아 45+2′ |       |         | 관중 수: 3475 심판: 최규현 부심: 장종필, 김태형 맨 오브 더 매치: 발디비아 (전남 드래곤즈) |  |  |
|                      |                             |       |         |                                                                                           |  |  |

| 2024년 5월 15일 (수) | 충남아산   | 1 - 2 | 김포 FC                            | 이순신종합운동장, 아산                                                         |  |  |
| 16:30 UTC+9          | 최치원 89′ |       | 75′ 정한철 · 79′ 레오나르드 플라나 | 관중 수: 1183 심판: 임정수 부심: 송봉근, 김태원 맨 오브 더 매치: 정한철 (김포) |  |  |
|                      |            |       |                                    |                                                                                |  |  |

| 2024년 5월 15일 (수) | 충북청주 FC | 0 - 0 | 부산 아이파크 | 청주종합운동장, 청주                                                               |  |  |
| 19:00 UTC+9          |             |       |               | 관중 수: 1446 심판: 박종명 부심: 신재환, 박남수 맨 오브 더 매치: 박대한 (충북청주) |  |  |
|                      |             |       |               |                                                                                    |  |  |

| 2024년 5월 15일 (수) | 천안 시티 FC | 0 - 4 | 서울 이랜드 FC                                                   | 천안종합운동장, 천안                                                                        |  |  |
| 19:00 UTC+9          |              |       | 7′, 19′ 에두비 이코바 · 50′ 이동률 · 84′ 브루누 다 시우바 코스타 | 관중 수: 550 심판: 설태환 부심: 지승민, 홍석찬 맨 오브 더 매치: 에두비 이코바 (서울 이랜드) |  |  |
|                      |              |       |                                                                  |                                                                                             |  |  |

| 2024년 5월 15일 (수) | FC 안양  | 1 - 0 | 경남 FC | 안양종합운동장, 안양                                                         |  |  |
| 19:00 UTC+9          | 야고 22′ |       |         | 관중 수: 2858 심판: 최승환 부심: 김경민, 주현민 맨 오브 더 매치: 야고 (안양) |  |  |
|                      |          |       |         |                                                                              |  |  |

## 라운드 13 (5월 18-19일 토/일)
- 휴식팀: 충남 아산 FC

| 2024년 5월 18일 (토) | 안산 그리너스 | 0 - 0 | 충북청주 FC | 안산와~스타디움, 안산                                                |  |  |
| 16:30 UTC+9          |               |       |             | 관중 수: 1,145 심판: 최일우 부심: 김경민, 김종희 맨 오브 더 매치: () |  |  |
|                      |               |       |             |                                                                      |  |  |

| 2024년 5월 18일 (토) | 서울 이랜드 FC    | 1 - 2 | 전남 드래곤즈                | 목동종합운동장, 서울                                                                          |  |  |
| 19:00 UTC+9          | 에두비 이코바 63′ |       | 83′ 김종민 · 90+2′ 혼 몬타뇨 | 관중 수: 3,563 심판: 김재홍 부심: 이병주, 황보진현 맨 오브 더 매치: 혼 몬타뇨 (전남 드래곤즈) |  |  |
|                      |                   |       |                              |                                                                                               |  |  |

| 2024년 5월 18일 (토) | 수원 삼성 블루윙즈 | 0 - 1 | 부천 FC 1995        | 수원월드컵경기장, 수원                                                |  |  |
| 19:00 UTC+9          |                    |       | 76′ (자책골) 양형모 | 관중 수: 11,592 심판: 정회수 부심: 홍석찬, 주현민 맨 오브 더 매치: () |  |  |
|                      |                    |       |                     |                                                                       |  |  |

| 2024년 5월 19일 (일) | 천안 시티 FC | 0 - 1 | FC 안양    | 천안종합운동장, 천안                                                            |  |  |
| 16:30 UTC+9          |              |       | 10′ 김동진 | 관중 수: 1,578 심판: 안재훈 부심: 김수현, 김태원 맨 오브 더 매치: 김동진 (안양) |  |  |
|                      |              |       |            |                                                                                 |  |  |

| 2024년 5월 19일 (일) | 성남 FC | 0 - 1 | 부산 아이파크       | 탄천종합운동장, 성남                                                                            |  |  |
| 16:30 UTC+9          |         |       | 45+2′ 브루누 라마스 | 관중 수: 4,820 심판: 오현진 부심: 이영운, 이양우 맨 오브 더 매치: 브루누 라마스 (부산 아이파크) |  |  |
|                      |         |       |                     |                                                                                                 |  |  |

| 2024년 5월 19일 (일) | 경남 FC    | 1 - 3 | 김포 FC                                          | 창원축구센터, 창원                                                                         |  |  |
| 19:00 UTC+9          | 조향기 45′ |       | 34′, 50′ 레오나르드 플라나 · 82′ (자책골) 이강희 | 관중 수: 3,010 심판: 박세진 부심: 지승민, 신재환 맨 오브 더 매치: 레오나르드 플라나 (김포) |  |  |
|                      |            |       |                                                  |                                                                                            |  |  |

## 라운드 14 (5월 21-22일 화/수)
- 휴식팀: FC 안양

| 2024년 5월 21일 (화) | 서울 이랜드 FC | 1 - 1 | 부천 FC 1995                  | 목동종합운동장, 서울                                                                  |  |  |
| 19:30 UTC+9          | 이동률 29′     |       | 62′ 호드리구 바사니 다 크루스 | 관중 수: 1537 심판: 김영수 부심: 지승민. 신재환 맨 오브 더 매치: 이동률 (서울 이랜드) |  |  |
|                      |                |       |                               |                                                                                       |  |  |

| 2024년 5월 21일 (화) | 전남 드래곤즈         | 1 - 1 | 충북청주 FC       | 광양축구전용구장, 광양                                                                    |  |  |
| 19:30 UTC+9          | 발디비아 75′ (페널티) |       | 80′ 네이선 오두와 | 관중 수: 2674 심판: 고민국 부심: 이영운, 김태원 맨 오브 더 매치: 발디비아 (전남 드래곤즈) |  |  |
|                      |                       |       |                   |                                                                                           |  |  |

| 2024년 5월 21일 (화) | 충남 아산 FC | 1 - 0 | 수원 삼성 블루윙즈 | 이순신종합운동장, 아산                                                             |  |  |
| 19:30 UTC+9          | 황기욱 90+4′ |       |                    | 관중 수: 5191 심판: 최광호 부심: 장종필, 이병주 맨 오브 더 매치: 황기욱 (충남아산) |  |  |
|                      |              |       |                    |                                                                                    |  |  |

| 2024년 5월 22일 (수) | 부산 아이파크                         | 2 - 3 | 천안 시티 FC                                        | 부산아시아드주경기장, 부산                                                                 |  |  |
| 19:30 UTC+9          | 손휘 11′ · 브루누 라마스 18′ (페널티) |       | 22′, 47′ 브루누 호드리게스 모타 · 82′ 파울루 엔히키 | 관중 수: 1830 심판: 송민석 부심: 주현민, 김태형 맨 오브 더 매치: 파울루 엔히키 (천안 시티) |  |  |
|                      |                                       |       |                                                     |                                                                                            |  |  |

| 2024년 5월 22일 (수) | 경남 FC                | 2 - 0 | 안산 그리너스 | 창원축구센터, 창원                                                             |  |  |
| 19:30 UTC+9          | 윤주태 5′ · 박민서 52′ |       |               | 관중 수: 2197 심판: 오현정 부심: 박남수, 김유영 맨 오브 더 매치: 윤주태 (경남) |  |  |
|                      |                        |       |               |                                                                                |  |  |

| 2024년 5월 22일 (수) | 김포 FC                 | 2 - 1 | 성남 FC                          | 김포솔터축구장, 김포                                                             |  |  |
| 19:30 UTC+9          | 김원균 61′ · 최재훈 84′ |       | 90+4′ 레오나르도 아세베도 루이스 | 관중 수: 1809 심판: 박정호 부심: 김종희, 황보진현 맨 오브 더 매치: 김원균 (김포) |  |  |
|                      |                         |       |                                  |                                                                                  |  |  |

## 라운드 15 (5월 25-27일 토/일/월)
- 휴식팀: 김포 FC

| 2024년 5월 25일 (토) | 수원 삼성 블루윙즈 | 1 - 3 | 서울 이랜드 FC                   | 수원월드컵경기장, 수원                                                                  |  |  |
| 19:00 UTC+9          | 페이살 물리치 42′  |       | 86′, 90+9′ 이동률 · 90+2′ 박민서 | 관중 수: 11,045 심판: 최규현 부심: 이영운, 박남수 맨 오브 더 매치: 이동률 (서울 이랜드) |  |  |
|                      |                    |       |                                  |                                                                                         |  |  |

| 2024년 5월 26일 (일) | FC 안양                 | 2 - 3 | 전남 드래곤즈                    | 안양종합운동장, 안양                                                                        |  |  |
| 16:30 UTC+9          | 채현우 14′ · 리영직 37′ |       | 64′, 73′ 김종민 · 90+3′ 발디비아 | 관중 수: 2231 심판: 박종명 부심: 김종희, 황보진현 맨 오브 더 매치: 발디비아 (전남 드래곤즈) |  |  |
|                      |                         |       |                                  |                                                                                             |  |  |

| 2024년 5월 26일 (일) | 충북청주 FC | 1 - 0 | 경남 FC | 청주종합운동장, 청주                                                               |  |  |
| 16:30 UTC+9          | 정성호 5′   |       |         | 관중 수: 2168 심판: 정회수 부심: 송봉근, 이병주 맨 오브 더 매치: 정성호 (충북청주) |  |  |
|                      |             |       |         |                                                                                    |  |  |

| 2024년 5월 26일 (일) | 성남 FC | 0 - 2 | 천안 시티 FC                              | 탄천종합운동장, 성남                                                                |  |  |
| 19:00 UTC+9          |         |       | 35′ 윤재석 · 90+2′ 브루누 호드리게스 모타 | 관중 수: 1882 심판: 조지음 부심: 주현민, 김유영 맨 오브 더 매치: 윤재석 (천안 시티) |  |  |
|                      |         |       |                                           |                                                                                     |  |  |

| 2024년 5월 27일 (월) | 안산 그리너스 | 1 - 0 | 부산 아이파크 | 안산와~스타디움, 안산                                                                  |  |  |
| 19:30 UTC+9          | 최한솔 72′    |       |               | 관중 수: 468 심판: 설태환 부심: 장종필, 김수현 맨 오브 더 매치: 최한솔 (안산 그리너스) |  |  |
|                      |               |       |               |                                                                                        |  |  |

| 2024년 5월 27일 (월) | 부천 FC 1995                                    | 3 - 0 | 충남 아산 FC | 부천종합운동장, 부천                                                           |  |  |
| 19:30 UTC+9          | 박현빈 32′ · 조아킹 마누엘 웰로 루페타 59′, 82′ |       |              | 관중 수: 1964 심판: 안재훈 부심: 이양우, 김태형 맨 오브 더 매치: 루페타 (부천) |  |  |
|                      |                                                 |       |              |                                                                                |  |  |

## 라운드 16 (6월 1-2일 토/일)
- 휴식팀: 부천 FC 1995

| 2024년 6월 1일 (토) | 김포 FC    | 1 - 2 | 전남 드래곤즈           | 김포솔터축구장, 김포                                                                    |  |  |
| 16:30 UTC+9         | 박경록 32′ |       | 60′ 김종민 · 75′ 조지훈 | 관중 수: 3660 심판: 김재홍 부심: 신재환, 김유영 맨 오브 더 매치: 조지훈 (전남 드래곤즈) |  |  |
|                     |            |       |                         |                                                                                         |  |  |

| 2024년 6월 1일 (토) | 서울 이랜드 FC                                   | 2 - 1 | 경남 FC            | 목동종합운동장, 서울                                                                  |  |  |
| 19:00 UTC+9         | 박민서(博民西) 25′ · 브루누 다 시우바 코스타 46′ |       | 71′ 박민서(朴珉緖) | 관중 수: 4188 심판: 오현진 부심: 김수현, 주현민 맨 오브 더 매치: 브루노 (서울 이랜드) |  |  |
|                     |                                                  |       |                    |                                                                                       |  |  |

| 2024년 6월 1일 (토) | 안산 그리너스 | 0 - 1 | 성남 FC    | 안산와~스타디움, 안산                                                          |  |  |
| 19:00 UTC+9         |               |       | 90′ 국관우 | 관중 수: 1140 심판: 최광호 부심: 송봉근, 김태원 맨 오브 더 매치: 국관우 (성남) |  |  |
|                     |               |       |            |                                                                                |  |  |

| 2024년 6월 2일 (일) | FC 안양                 | 2 - 0 | 충북청주 FC | 안양종합운동장, 안양                                                           |  |  |
| 16:30 UTC+9         | 최규현 14′ · 김동진 42′ |       |             | 관중 수: 3970 심판: 최승환 부심: 이영운, 김태형 맨 오브 더 매치: 최규현 (안양) |  |  |
|                     |                         |       |             |                                                                                |  |  |

| 2024년 6월 2일 (일) | 부산 아이파크 | 1 - 1 | 수원 삼성 블루윙즈 | 부산아시아드주경기장, 부산                                                                 |  |  |
| 16:30 UTC+9         | 성호영 50′    |       | 76′ 이종성         | 관중 수: 7191 심판: 김영수 부심: 지승민, 이양우 맨 오브 더 매치: 이종성 (수원 삼성 블루윙) |  |  |
|                     |               |       |                    |                                                                                            |  |  |

| 2024년 6월 2일 (일) | 천안 시티 FC | 0 - 1 | 충남 아산 FC  | 천안종합운동장, 천안                                                               |  |  |
| 19:00 UTC+9         |              |       | 90+22′ 이은범 | 관중 수: 2120 심판: 임정수 부심: 홍석찬, 김종희 맨 오브 더 매치: 이은범 (충남아산) |  |  |
|                     |              |       |               |                                                                                    |  |  |

## 라운드 17 (6월 15-16일 토/일)
- 휴식팀: 서울 이랜드 FC

| 2024년 6월 15일 (토) | 전남 드래곤즈                     | 1 - 1 | 부천 FC 1995                  | 광양축구전용구장, 광양                                                                  |  |  |
| 19:00 UTC+9          | 혼 프랑키 몬타뇨 시니스테라 90+2′ |       | 70′ 주아킹 마누엘 웰루 루페타 | 관중 수: 4013 심판: 송민석 부심: 지승민, 김태형 맨 오브 더 매치: 몬타뇨 (전남 드래곤즈) |  |  |
|                      |                                   |       |                               |                                                                                         |  |  |

| 2024년 6월 15일 (토) | 경남 FC | 0 - 0 | 수원 삼성 블루윙즈 | 창원축구센터, 창원                                                             |  |  |
| 19:00 UTC+9          |         |       |                    | 관중 수: 6768 심판: 박종명 부심: 송봉근, 김태원 맨 오브 더 매치: 고동민 (경남) |  |  |
|                      |         |       |                    |                                                                                |  |  |

| 2024년 6월 15일 (토) | 성남 FC                              | 3 - 1 | FC 안양    | 탄천종합운동장, 성남                                                           |  |  |
| 19:00 UTC+9          | 장효준 30′ · 박지원 60′ · 김정환 75′ |       | 53′ 김동진 | 관중 수: 4026 심판: 최규현 부심: 이양우, 홍석찬 맨 오브 더 매치: 박지원 (성남) |  |  |
|                      |                                      |       |            |                                                                                |  |  |

| 2024년 6월 16일 (일) | 충남 아산 FC | 0 - 0 | 부산 아이파크 | 이순신종합운동장, 아산                                                             |  |  |
| 19:00 UTC+9          |              |       |               | 관중 수: 1768 심판: 박세진 부심: 신재환, 김유영 맨 오브 더 매치: 신송훈 (충남아산) |  |  |
|                      |              |       |               |                                                                                    |  |  |

| 2024년 6월 16일 (일) | 김포 FC                 | 1 - 0 | 안산 그리너스 | 김포솔터축구장, 김포                                                                              |  |  |
| 19:00 UTC+9          | 레오나르드 플라나 45+1′ |       |               | 관중 수: 2750 심판: 고민국 부심: 이병주 박남수 맨 오브 더 매치: 레오나르드 플라나 (전남 드래곤즈) |  |  |
|                      |                         |       |               |                                                                                                   |  |  |

| 2024년 6월 16일 (일) | 충북청주 FC | 1 - 1 | 천안 시티 FC               | 청주종합운동장, 청주                                                                 |  |  |
| 19:00 UTC+9          | 홍원진 19′  |       | 83′ 브루누 로드리게스 모타 | 관중 수: 2576 심판: 최광호 부심: 김경민, 황보진현 맨 오브 더 매치: 홍원진 (충북청주) |  |  |
|                      |             |       |                            |                                                                                      |  |  |

## 라운드 18 (6월 22-23일 토/일)
- 휴식팀: 전남 드래곤즈

| 2024년 6월 22일 (토) | 충남 아산 FC                                                                                       | 4 - 0 | 경남 FC | 이순신종합운동장, 아산                                                                                     |  |  |
| 19:00 UTC+9          | 강준혁 8′ · 파울루 아폰수 다 호샤 주니오르 18′, 45+4′ · 호세 파블로 몬레알 비야블랑카 76′ (페널티) |       |         | 관중 수: 1034 심판: 최일우 부심: 이양우, 박남수 맨 오브 더 매치: 파울루 아폰수 다 호샤 주니오르 (충남아산) |  |  |
|                      | |       |         | |  |  |

| 2024년 6월 22일 (토) | 수원 삼성 블루윙즈                            | 3 - 0 | 성남 FC | 수원월드컵경기장, 수원                                                                                |  |  |
| 19:30 UTC+9          | 페이살 물리치 26′ · 김보경 72′ · 조윤성 90+6′ |       |         | 관중 수: 11,684 심판: 정회수 부심: 신재환, 주현민 맨 오브 더 매치: 페이살 물리치 (수원 삼성 블루윙즈) |  |  |
|                      |                                               |       |         | |  |  |

| 2024년 6월 22일 (토) | FC 안양                                     | 2 - 1 | 서울 이랜드 FC                            | 안양종합운동장, 안양                                                                                      |  |  |
| 19:30 UTC+9          | 최성범 16′ · 단레이 메데이루스 모레이라 85′ |       | 45+1′ (자책골) 단레이 메데이루스 모레이라 | 관중 수: 3767 심판: 설태환 부심: 송봉근, 김경민 맨 오브 더 매치: 단레이 메데이루스 모레이라 (서울 이랜드) |  |  |
|                      |                                             |       |                                           | |  |  |

| 2024년 6월 23일 (일) | 안산 그리너스 | 1 - 2 | 천안 시티 FC                              | 안산와~스타디움, 안산                                                                 |  |  |
| 19:00 UTC+9          | 박준배 45+2′  |       | 45+4′, 52′ 파울루 엔히키 두 필라르 시우바 | 관중 수: 1020 심판: 최승환 부심: 지승민, 김수현 맨 오브 더 매치: 파울링요 (천안 시티) |  |  |
|                      |               |       |                                           |                                                                                       |  |  |

| 2024년 6월 23일 (일) | 부천 FC 1995 | 0 - 4 | 충북청주 FC                                                     | 부천종합운동장, 부천                                                               |  |  |
| 19:00 UTC+9          |              |       | 24′ 윤민호 · 36′ 홍원진 · 76′ 김선민 · 87′ 켈레디 네이선 오두와 | 관중 수: 2942 심판: 박정호 부심: 이병주, 김종희 맨 오브 더 매치: 윤민호 (충북청주) |  |  |
|                      |              |       |                                                                 |                                                                                    |  |  |

| 2024년 6월 23일 (일) | 김포 FC      | 1 - 0 | 부산 아이파크 | 김포솔터축구장, 김포                                                             |  |  |
| 19:00 UTC+9          | 이용혁 45+1′ |       |               | 관중 수: 2446 심판: 조지음 부심: 장종필, 황보진현 맨 오브 더 매치: 이용혁 (김포) |  |  |
|                      |              |       |               |                                                                                  |  |  |

## 라운드 19 (6월 25-26일 화/수)
- 휴식팀: 부산 아이파크

| 2024년 6월 25일 (화) | 경남 FC | 0 - 0 | FC 안양 | 창원축구센터, 창원                                                             |  |  |
| 19:30 UTC+9          |         |       |         | 관중 수: 1933 심판: 김영수 부심: 김종희, 주현민 맨 오브 더 매치: 고동민 (경남) |  |  |
|                      |         |       |         |                                                                                |  |  |

| 2024년 6월 25일 (화) | 전남 드래곤즈 | 1 - 1 | 수원 삼성 블루윙즈 | 광양축구전용구장, 광양                                                                       |  |  |
| 19:30 UTC+9          | 김동욱 32′    |       | 90+3′ 김주찬       | 관중 수: 6948 심판: 설태환 부심: 송봉근, 김태형 맨 오브 더 매치: 김주찬 (수원 삼성 블루윙즈) |  |  |
|                      |               |       |                    |                                                                                              |  |  |

| 2024년 6월 25일 (화) | 성남 FC | 0 - 4 | 충남 아산 FC                                                                                   | 탄천종합운동장, 성남                                                               |  |  |
| 19:30 UTC+9          |         |       | 2′ 박대훈 · 39′파울루 아폰수 다 호샤 주니오르 · 72′ 강민규 · 79′ 호세 파블로 몬레알 비야블랑카 | 관중 수: 1296 심판: 오현진 부심: 김수현, 김태원 맨 오브 더 매치: 박대훈 (충남아산) |  |  |
|                      |         |       |                                                                                                |                                                                                    |  |  |

| 2024년 6월 26일 (수) | 서울 이랜드 FC | 0 - 3 | 안산 그리너스                | 목동종합운동장, 서울                            |  |  |
| 19:30 UTC+9          |                |       | 40′, 85′ 김재성 · 61′ 박준배 | 관중 수: 1601 심판: 최규현 부심: 이병주, 신재환 |  |  |
|                      |                |       |                              |                                                 |  |  |

| 2024년 6월 26일 (수) | 김포 FC    | 1 - 1 | 충북청주 FC | 김포솔터축구장, 김포                            |  |  |
| 19:30 UTC+9          | 이용혁 33′ |       | 5′ 이강한   | 관중 수: 1349 심판: 김재홍 부심: 지승민, 김유영 |  |  |
|                      |            |       |             |                                                 |  |  |

| 2024년 6월 26일 (수) | 천안 시티 FC                       | 1 - 2 | 부천 FC 1995                               | 천안종합운동장, 천안                             |  |  |
| 19:30 UTC+9          | 파울루 엔히키 두 필라르 시우바 19′ |       | 35′ 박형진 · 85′ 호드리구 바사니 다 크루스 | 관중 수: 837 심판: 박종명 부심: 김경민, 황보진현 |  |  |
|                      |                                    |       |                                            |                                                  |  |  |

## 라운드 20 (6월 29일 - 7월 1일 토/일/월)
- 휴식팀: 충북청주 FC

| 2024년 6월 29일 (토) | 김포 FC    | 1 - 1 | 천안 시티 FC | 김포솔터축구장, 김포                                                           |  |  |
| 19:00 UTC+9          | 김민호 19′ |       | 4′ 문건호    | 관중 수: 1956 심판: 최일우 부심: 송봉근, 신재환 맨 오브 더 매치: 김민호 (김포) |  |  |
|                      |            |       |              |                                                                                |  |  |

| 2024년 6월 29일 (토) | 부산 아이파크         | 2 - 2 | 성남 FC                 | 부산구덕운동장, 부산                                                                      |  |  |
| 19:30 UTC+9          | 손휘 31′ · 조위제 88′ |       | 5′, 43′ 크리스티 만징가 | 관중 수: 1350 심판: 박세진 부심: 이양우, 황보진현 맨 오브 더 매치: 조위제 (부산 아이파크) |  |  |
|                      |                       |       |                         |                                                                                           |  |  |

| 2024년 6월 30일 (일) | 수원 삼성 블루윙즈 | 1 - 1 | 안산 그리너스 | 수원월드컵경기장, 수원                                                                         |  |  |
| 19:00 UTC+9          | 박승수 68′         |       | 51′ 김범수    | 관중 수: 11,286 심판: 최광호 부심: 김경민, 김종희 맨 오브 더 매치: 박승수 (수원 삼성 블루윙즈) |  |  |
|                      |                    |       |               |                                                                                                |  |  |

| 2024년 6월 30일 (일) | 부천 FC 1995 | 1 - 2 | FC 안양                          | 부천종합운동장, 부천                                                               |  |  |
| 19:00 UTC+9          | 최병찬 34′   |       | 57′ (자책골) 김형근 · 76′ 김동진 | 관중 수: 3,190 심판: 최승환 부심: 박남수, 김수현 맨 오브 더 매치: 김동진 (FC 안양) |  |  |
|                      |              |       |                                  |                                                                                    |  |  |

| 2024년 7월 1일 (월) | 경남 FC                  | 2 - 4 | 전남 드래곤즈                                       | 창원축구센터, 창원                                                                      |  |  |
| 19:30 UTC+9         | 바차나 아라불리 11′, 72′ |       | 29′ 최원철 · 40′ 임찬울 · 45+2′ 하남 · 79′ 발디비아 | 관중 수: 2040 심판: 고민국 부심: 이병주, 김태원 맨 오브 더 매치: 최원철 (전남 드래곤즈) |  |  |
|                     |                          |       |                                                     |                                                                                         |  |  |

| 2024년 7월 1일 (월) | 충남 아산 FC         | 2 - 0 | 서울 이랜드 FC | 이순신종합운동장, 아산                                                                  |  |  |
| 19:30 UTC+9         | 호세 몬레알 62′, 90′ |       |                | 관중 수: 1562 심판: 송민석 부심: 홍석찬, 김유영 맨 오브 더 매치: 호세 몬레알 (충남아산) |  |  |
|                     |                      |       |                |                                                                                         |  |  |

## 라운드 21 (7월 6-8일 토/일/월)
- 휴식팀: 수원 삼성 블루윙즈

| 2024년 7월 6일 (토) | 김포 FC                                         | 3 - 3 | 충남아산                             | 김포솔터축구장, 김포                                                           |  |  |
| 19:00 UTC+9         | 루이스 47′ · 레오나르드 플라나 79′ · 정현철 90′ |       | 24′ 이학민 · 30′ 박대훈 · 72′ 주닝요 | 관중 수: 1573 심판: 박종명 부심: 이양우, 김태원 맨 오브 더 매치: 정현철 (김포) |  |  |
|                     |                                                 |       |                                      |                                                                                |  |  |

| 2024년 7월 6일 (토) | 부산 아이파크           | 2 - 2 | 부천 FC 1995           | 부산구덕운동장, 부산                                                                    |  |  |
| 19:30 UTC+9         | 이준호 27′ · 권성윤 77′ |       | 5′ 루페타 · 61′ 박호민 | 관중 수: 1853 심판: 설태환 부심: 김종희, 신재환 맨 오브 더 매치: 권성윤 (부산 아이파크) |  |  |
|                     |                         |       |                        |                                                                                         |  |  |

| 2024년 7월 7일 (일) | 충북청주 FC             | 2 - 3 | 서울 이랜드                                   | 청주종합운동장, 청주                                                                             |  |  |
| 19:00 UTC+9         | 이강한 50′ · 윤민호 78′ |       | 26′ 이준석 · 63′ 오스마르 바르바 · 70′ 박민서 | 관중 수: 1060 심판: 정회수 부심: 김경민, 황보진현 맨 오브 더 매치: 오스마르 바르바 (서울 이랜드) |  |  |
|                     |                         |       |                                               |                                                                                                  |  |  |

| 2024년 7월 7일 (일) | 안산 그리너스 | 1 - 2 | 전남 드래곤즈 | 안산와~스타디움, 안산                                                                 |  |  |
| 19:00 UTC+9         | 최한솔 86′    |       | 4′, 78′ 하남  | 관중 수: 1335 심판: 오현진 부심: 장종필, 김태형 맨 오브 더 매치: 하남 (전남 드래곤즈) |  |  |
|                     |               |       |               |                                                                                       |  |  |

| 2024년 7월 8일 (월) | FC 안양                                                           | 3 - 0 | 천안 시티 FC | 안양종합운동장, 안양                                                             |  |  |
| 19:30 UTC+9         | 마테우스 올리베이라 산투스 66′ · 최성범 70′ · 야치다 뎃페이 90+3′ |       |              | 관중 수: 1548 심판: 조지음 부심: 지승민, 홍석찬 맨 오브 더 매치: 마테우스 (안양) |  |  |
|                     |                                                                   |       |              |                                                                                  |  |  |

| 2024년 7월 8일 (월) | 성남 FC                        | 1 - 4 | 경남 FC                                                  | 탄천종합운동장, 성남                                                          |  |  |
| 19:30 UTC+9         | 레오나르두 아세베두 후이스 12′ |       | 17′ 박동진 · 50′ 김형원 · 55′ 라클란 웨일즈 · 86′ 박한빈 | 관중 수: 914 심판: 김영수 부심: 송봉근, 김수현 맨 오브 더 매치: 김형원 (경남) |  |  |
|                     |                                |       |                                                          |                                                                               |  |  |

## 라운드 22 (7월 13-14일 토/일)
- 휴식팀: 경남 FC

| 2024년 7월 13일 (토) | 전남 드래곤즈                | 3 - 2 | 충남아산                  | 광양축구전용구장, 광양                                                                |  |  |
| 19:00 UTC+9          | 하남 27′, 35′ · 최성진 45+1′ |       | 82′ 최치원 · 90+7′ 김종석 | 관중 수: 3696 심판: 김재홍 부심: 이영운, 김수현 맨 오브 더 매치: 하남 (전남 드래곤즈) |  |  |
|                      |                              |       |                           |                                                                                       |  |  |

| 2024년 7월 13일 (토) | 충북청주                           | 2 - 1 | 안산 그리너스 | 청주종합운동장, 청주                                                               |  |  |
| 19:30 UTC+9          | 김병오 45′ · 정용희 90+3′ (자책골) |       | 58′ 최한솔    | 관중 수: 1892 심판: 최규현 부심: 송봉근, 김태원 맨 오브 더 매치: 김병오 (충북청주) |  |  |
|                      |                                    |       |               |                                                                                    |  |  |

| 2024년 7월 13일 (토) | 천안 시티                            | 1 - 2 | 수원 삼성 블루윙즈        | 천안종합운동장, 천안                                                                             |  |  |
| 19:30 UTC+9          | 파울루 엔히키 두 필라스 시우바 45+3′ |       | 79′ 이규동 · 90+2′ 김상준 | 관중 수: 10,432 심판: 안재훈 부심: 박남수, 황보진현 맨 오브 더 매치: 김상준 (수원 삼성 블루윙즈) |  |  |
|                      |                                      |       |                           |                                                                                                  |  |  |

| 2024년 7월 14일 (일) | 서울 이랜드 FC                                  | 3 - 1 | 성남 FC    | 목동종합운동장, 서울                                                                |  |  |
| 19:00 UTC+9          | 정재민 47′ · 김결 89′ · 오스마르 이바녜스 90+4′ |       | 49′ 김주원 | 관중 수: 3259 심판: 고민국 부심: 이양우, 지승민 맨 오브 더 매치: 김결 (서울 이랜드) |  |  |
|                      |                                                 |       |            |                                                                                     |  |  |

| 2024년 7월 14일 (일) | FC 안양 | 0 - 2 | 부산 아이파크                     | 안양종합운동장, 안양                                                                           |  |  |
| 19:00 UTC+9          |         |       | 45+4′, 63′ (페널티) 브루누 라마스 | 관중 수: 4265 심판: 송민석 부심: 이병주, 주현민 맨 오브 더 매치: 브루누 라마스 (부산 아이파크) |  |  |
|                      |         |       |                                   |                                                                                                |  |  |

| 2024년 7월 14일 (일) | 부천 FC 1995 | 1 - 0 | 김포 FC | 부천종합운동장, 부천                                                           |  |  |
| 19:00 UTC+9          | 바사니 59′   |       |         | 관중 수: 3074 심판: 최광호 부심: 김태형, 김유영 맨 오브 더 매치: 바사니 (부천) |  |  |
|                      |              |       |         |                                                                                |  |  |

## 라운드 23 (7월 20-21일 토/일)
- 휴식팀: 성남 FC

| 2024년 7월 20일 (토) | 경남 FC                   | 2 - 2 | 부천 FC 1995              | 창원축구센터, 창원                                                               |  |  |
| 19:00 UTC+9          | 박동진 45+1′ · 우주성 51′ |       | 55′ 정재용 · 90+8′ 바사니 | 관중 수: 4596 심판: 박세진 부심: 홍석찬, 황보진현 맨 오브 더 매치: 바사니 (부천) |  |  |
|                      |                           |       |                           |                                                                                  |  |  |

| 2024년 7월 20일 (토) | 전남 드래곤즈             | 2 - 3 | 부산 아이파크                     | 광양축구전용구장, 광양                                                                  |  |  |
| 19:00 UTC+9          | 조지훈 71′ · 발디비아 73′ |       | 33′, 61′ 이동수 · 41′ 사토 유헤이 | 관중 수: 5010 심판: 최승환 부심: 송봉근, 김태형 맨 오브 더 매치: 이동수 (부산 아이파크) |  |  |
|                      |                           |       |                                   |                                                                                         |  |  |

| 2024년 7월 20일 (토) | 수원 삼성 블루윙즈 | 0 - 0 | 충북청주 FC | 수원월드컵경기장, 수원                                                               |  |  |
| 19:30 UTC+9          |                    |       |             | 관중 수: 14,866 심판: 박종명 부심: 이병주, 신재환 맨 오브 더 매치: 박대한 (충북청주) |  |  |
|                      |                    |       |             |                                                                                      |  |  |

| 2024년 7월 21일 (일) | 김포 FC | 0 - 1 | FC 안양  | 김포솔터축구장, 김포                                                         |  |  |
| 19:00 UTC+9          |         |       | 77′ 김운 | 관중 수: 2161 심판: 오현진 부심: 박남수, 김종희 맨 오브 더 매치: 김운 (안양) |  |  |
|                      |         |       |          |                                                                              |  |  |

| 2024년 7월 21일 (일) | 서울 이랜드 FC                         | 3 - 4 | 천안 시티                                        | 목동종합운동장, 서울                                                                |  |  |
| 19:00 UTC+9          | 차승현 57′ · 변경준 73′ · 박민서 90+2′ |       | 50′ (자책골) 윤보상 · 68′, 83′ 장성재 · 75′ 모따 | 관중 수: 2456 심판: 최일우 부심: 이영운, 김태원 맨 오브 더 매치: 장성재 (천안 시티) |  |  |
|                      |                                        |       |                                                  |                                                                                     |  |  |

| 2024년 7월 21일 (일) | 충남아산                  | 2 - 0 | 안산 그리너스 | 아산이순신종합운동장, 아산                                                         |  |  |
| 19:00 UTC+9          | 주닝요 52′ · 데니우송 95′ |       |               | 관중 수: 1061 심판: 박정호 부심: 지승민, 김유영 맨 오브 더 매치: 주닝요 (충남아산) |  |  |
|                      |                           |       |               |                                                                                    |  |  |

## 라운드 24 (7월 23-24일 화/수)
- 휴식팀: 천안 시티 FC

| 2024년 7월 23일 (화) | 부산 아이파크               | 2 - 1 | 경남 FC                      | 구덕운동장, 부산                                                                      |  |  |
| 19:30 UTC+9          | 페신 7′ · 브루누 라마스 52′ |       | 71′ (페널티) 바차나 아라불리 | 관중 수: 1726 심판: 김영수 부심: 이양우, 박남수 맨 오브 더 매치: 페신 (부산 아이파크) |  |  |
|                      |                             |       |                              |                                                                                       |  |  |

| 2024년 7월 23일 (화) | 부천 FC 1995 | 0 - 3 | 수원 삼성 블루윙즈                    | 부천종합운동장, 부천                                                                         |  |  |
| 19:30 UTC+9          |              |       | 44′ (페널티), 54′ 김지호 · 67′ 이규동 | 관중 수: 6630 심판: 조지음 부심: 송봉근, 김태원 맨 오브 더 매치: 김지호 (수원 삼성 블루윙즈) |  |  |
|                      |              |       |                                       |                                                                                              |  |  |

| 2024년 7월 23일 (화) | 성남 FC    | 1 - 2 | 전남 드래곤즈           | 탄천종합운동장, 성남                                                                  |  |  |
| 19:30 UTC+9          | 이중민 26′ |       | 68′ 노건우 · 90+7′ 하남 | 관중 수: 1116 심판: 정회수 부심: 김종희, 김유영 맨 오브 더 매치: 하남 (전남 드래곤즈) |  |  |
|                      |            |       |                         |                                                                                       |  |  |

| 2024년 7월 24일 (수) | 김포 FC                                     | 2 - 5 | 서울 이랜드 FC                                                                                       | 김포솔터축구장, 김포                                                                  |  |  |
| 19:30 UTC+9          | 레오나르드 플라나 87′ · 루이스 사파타 90+1′ |       | 52′ 변경준 · 70′ (페널티) 고즈카 가즈키 · 78′ (페널티) 오스마르 이바녜스 · 89′ 이준석 · 90+8′ 서재민 | 관중 수: 1274 심판: 설태환 부심: 이병주, 홍석찬 맨 오브 더 매치: 변경준 (서울 이랜드) |  |  |
|                      |                                             |       | |                                                                                       |  |  |

| 2024년 7월 24일 (수) | 안산 그리너스                          | 3 - 2 | FC 안양                                | 안산와~스타디움, 안산                                                                   |  |  |
| 19:30 UTC+9          | 양세영 62′ · 김범수 77′ · 김도윤 90+2′ |       | 65′ 야구 세자르 다 시우바 · 88′ 이태희 | 관중 수: 1483 심판: 김재홍 부심: 이영훈, 김수현 맨 오브 더 매치: 김도윤 (안산 그리너스) |  |  |
|                      |                                        |       |                                        |                                                                                         |  |  |

| 2024년 7월 24일 (수) | 충북청주 FC | 0 - 3 | 충남아산                                                              | 청주종합운동장, 청주                                                                 |  |  |
| 19:30 UTC+9          |             |       | 45′ 정세준 · 89′ 파울루 아폰수 다 호샤 주니오르 · 90+5′ 데니송 시우바 | 관중 수: 1365 심판: 안재훈 부심: 황보진현, 김태형 맨 오브 더 매치: 정세준 (충남아산) |  |  |
|                      |             |       |                                                                       |                                                                                      |  |  |

## 라운드 25 (7월 27-29일 토/일/월)
- 휴식팀: 안산 그리너스

| 2024년 7월 27일 (토) | FC 안양    | 1 - 0 | 충남아산 | 안양종합운동장, 안양                                                           |  |  |
| 19:00 UTC+9          | 문성우 17′ |       |          | 관중 수: 3536 심판: 박세진 부심: 송봉근, 김태원 맨 오브 더 매치: 문성우 (안양) |  |  |
|                      |            |       |          |                                                                                |  |  |

| 2024년 7월 27일 (토) | 성남 FC | 0 - 1 | 부천 FC 1995 | 탄천종합운동장, 성남                                                           |  |  |
| 19:30 UTC+9          |         |       | 31′ 전성수   | 관중 수: 2082 심판: 임정수 부심: 김경민, 신재환 맨 오브 더 매치: 전성수 (부천) |  |  |
|                      |         |       |              |                                                                                |  |  |

| 2024년 7월 28일 (일) | 전남 드래곤즈           | 2 - 2 | 서울 이랜드             | 광양축구전용구장, 광양                                                                  |  |  |
| 19:00 UTC+9          | 임찬울 46′ · 브루노 88′ |       | 18′ 서재민 · 51′ 변경준 | 관중 수: 3543 심판: 최규현 부심: 지승민, 이양우 맨 오브 더 매치: 브루노 (전남 드래곤즈) |  |  |
|                      |                         |       |                         |                                                                                         |  |  |

| 2024년 7월 28일 (일) | 경남 FC                                                | 3 - 3 | 천안 시티 FC                                                 | 창원축구센터, 창원                                                                      |  |  |
| 19:00 UTC+9          | 펠리페 57′ · 바차나 아라불리 70′ · 박동진 77′ (페널티) |       | 24′ 문건호 · 29′ 김륜도 · 67′ 파울루 엔히키 두 필라르 시우바 | 관중 수: 3324 심판: 고민국 부심: 주현민, 김수현 맨 오브 더 매치: 바차나 아라불리 (경남) |  |  |
|                      |                                                        |       |                                                              |                                                                                         |  |  |

| 2024년 7월 29일 (월) | 김포 FC         | 1 - 1 | 수원 삼성 블루윙즈 | 김포솔터축구장, 김포                                                                |  |  |
| 19:30 UTC+9          | 루이스 미나 52′ |       | 28′ 페이살 물리치  | 관중 수: 5647 심판: 최광호 부심: 장종필, 김유영 맨 오브 더 매치: 루이스 미나 (김포) |  |  |
|                      |                 |       |                    |                                                                                     |  |  |

| 2024년 7월 29일 (월) | 부산 아이파크 | 0 - 2 | 충북청주 FC             | 구덕운동장, 부산                                                                   |  |  |
| 19:30 UTC+9          |               |       | 53′ 김병오 · 85′ 김명순 | 관중 수: 2199 심판: 오현정 부심: 이영운, 홍석찬 맨 오브 더 매치: 김병오 (충북청주) |  |  |
|                      |               |       |                         |                                                                                    |  |  |

## 라운드 26 (8월 10-12일 토/일/월)
- 휴식팀: 충남 아산 FC

| 2024년 8월 10일 (토) | 안산 그리너스               | 2 - 1 | 부천 FC 1995 | 안산와~스타디움, 안산                                                                   |  |  |
| 19:00 UTC+9          | 김영남 45+3′ · 장유섭 90+6′ |       | 12′ 최영찬   | 관중 수: 2276 심판: 정회수 부심: 김수현, 김유영 맨 오브 더 매치: 장유섭 (안산 그리너스) |  |  |
|                      |                             |       |              |                                                                                         |  |  |

| 2024년 8월 10일 (토) | 서울 이랜드 FC     | 2 - 1 | 부산 아이파크     | 목동종합운동장, 서울                                                                       |  |  |
| 19:30 UTC+9          | 혼 몬타뇨 79′, 81′ |       | 85′ 브루누 라마스 | 관중 수: 3443 심판: 박종명 부심: 김경민, 황보진현 맨 오브 더 매치: 혼 몬타뇨 (서울 이랜드) |  |  |
|                      |                    |       |                   |                                                                                            |  |  |

| 2024년 8월 11일 (일) | 천안 시티 FC | 1 - 0 | 전남 드래곤즈 | 천안종합운동장, 천안                                                                |  |  |
| 19:00 UTC+9          | 툰가라 88′   |       |               | 관중 수: 1496 심판: 오현진 부심: 박남수, 김태원 맨 오브 더 매치: 툰가라 (천안 시티) |  |  |
|                      |              |       |               |                                                                                     |  |  |

| 2024년 8월 11일 (일) | 김포 FC                                 | 2 - 2 | 경남 FC                 | 김포솔터축구장, 김포                                                           |  |  |
| 19:00 UTC+9          | 레오나르드 플라나 34′ · 루이스 미나 47′ |       | 55′ 이종언 · 80′ 박동진 | 관중 수: 2017 심판: 최일우 부심: 김종희, 신재환 맨 오브 더 매치: 플라나 (김포) |  |  |
|                      |                                         |       |                         |                                                                                |  |  |

| 2024년 8월 12일 (월) | 수원 삼성 블루윙즈             | 2 - 1 | FC 안양      | 용인미르스타디움, 용인                                                                              |  |  |
| 19:30 UTC+9          | 김지호 44′ · 페이살 물리치 49′ |       | 90+5′ 이태희 | 관중 수: 8370 심판: 송민석 부심: 이영운, 이병주 맨 오브 더 매치: 페이살 물리치 (수원 삼성 블루윙즈) |  |  |
|                      |                                |       |              | |  |  |

| 2024년 8월 12일 (월) | 충북청주 FC | 1 - 1 | 성남 FC      | 청주종합운동장, 청주                                                               |  |  |
| 19:30 UTC+9          | 김정현 34′  |       | 45+9′ 이중민 | 관중 수: 1519 심판: 최승환 부심: 주현민, 김태형 맨 오브 더 매치: 김정현 (충북청주) |  |  |
|                      |             |       |              |                                                                                    |  |  |

## 라운드 27 (8월 17-18일 토/일)
- 휴식팀: FC 안양

| 2024년 8월 17일 (토) | 경남 FC | 0 - 0 | 충북청주 FC | 창원축구센터, 창원                                                             |  |  |
| 19:00 UTC+9          |         |       |             | 관중 수: 3054 심판: 박정호 부심: 이영운, 박남수 맨 오브 더 매치: 한용수 (경남) |  |  |
|                      |         |       |             |                                                                                |  |  |

| 2024년 8월 17일 (토) | 김포 FC               | 1 - 0 | 안산 그리너스 | 김포솔터축구장, 김포                                                                        |  |  |
| 19:30 UTC+9          | 레오나르드 플라나 11′ |       |               | 관중 수: 1736 심판: 조지음 부심: 김경민, 황보진현 맨 오브 더 매치: 레오나르드 플라나 (김포) |  |  |
|                      |                       |       |               |                                                                                             |  |  |

| 2024년 8월 17일 (토) | 성남 FC                                        | 2 - 2 | 천안 시티 FC                                                  | 탄천종합운동장, 성남                                                                               |  |  |
| 19:30 UTC+9          | 레오나르도 아세베도 루이스 45+3′, 63′ (페널티) |       | 44′ 브루누 호드리게스 모타 · 76′ 아부바카르 이브라히마 퉁가라 | 관중 수: 1750 심판: 김영수 부심: 홍석찬, 김종희 맨 오브 더 매치: 레오나르도 아세베도 루이스 (성남) |  |  |
|                      |                                                |       |                                                               | |  |  |

| 2024년 8월 18일 (일) | 충남 아산 FC | 0 - 1 | 부산 아이파크 | 이순신종합운동장, 아산                                                                  |  |  |
| 19:00 UTC+9          |              |       | 11′ 임민혁    | 관중 수: 1523 심판: 최광호 부심: 이병주, 주현민 맨 오브 더 매치: 임민혁 (부산 아이파크) |  |  |
|                      |              |       |               |                                                                                         |  |  |

| 2024년 8월 18일 (일) | 수원 삼성 블루윙즈                | 2 - 1 | 전남 드래곤즈 | 용인미르스타디움, 용인                                                                                  |  |  |
| 19:00 UTC+9          | 세바스티안 마일랏 4′ · 김지호 68′ |       | 65′ 하남      | 관중 수: 9263 심판: 설태환 부심: 지승민, 김태형 맨 오브 더 매치: 세바스티안 마일랏 (수원 삼성 블루윙즈) |  |  |
|                      |                                   |       |               | |  |  |

| 2024년 8월 18일 (일) | 부천 FC 1995           | 2 - 0 | 서울 이랜드 FC | 부천종합운동장, 부천                                                           |  |  |
| 19:00 UTC+9          | 바사니 5′ · 루페타 15′ |       |                | 관중 수: 3326 심판: 오현정 부심: 이양우, 신재환 맨 오브 더 매치: 바사니 (부천) |  |  |
|                      |                        |       |                |                                                                                |  |  |

## 라운드 28 (8월 24-26일 토/일/월)
- 휴식팀: 충북청주 FC

| 2024년 8월 24일 (토) | 전남 드래곤즈 | 0 - 0 | 경남 FC | 광양축구전용구장, 광양                          |  |  |
| 19:00 UTC+9          |               |       |         | 관중 수: 4365 심판: 김재홍 부심: 홍석찬, 김수현 |  |  |
|                      |               |       |         |                                                 |  |  |

| 2024년 8월 24일 (토) | 충남 아산 FC            | 2 - 2 | 부천 FC 1995              | 이순신종합운동장, 아산                          |  |  |
| 19:30 UTC+9          | 주닝요 15′ · 김종석 63′ |       | 20′ 최병찬 · 90+2′ 정재용 | 관중 수: 1495 심판: 최일우 부심: 김종희, 김태원 |  |  |
|                      |                         |       |                           |                                                 |  |  |

| 2024년 8월 24일 (토) | 부산 아이파크 | 0 - 0 | 김포 FC | 구덕운동장, 부산                                |  |  |
| 19:30 UTC+9          |               |       |         | 관중 수: 2517 심판: 오현진 부심: 지승민, 송봉근 |  |  |
|                      |               |       |         |                                                 |  |  |

| 2024년 8월 25일 (일) | 성남 FC    | 1 - 1 | FC 안양    | 탄천종합운동장, 성남                                                             |  |  |
| 19:00 UTC+9          | 이중민 37′ |       | 45′ 한의권 | 관중 수: 2140 심판: 정회수 부심: 박남수, 황보진현 맨 오브 더 매치: 오재혁 (성남) |  |  |
|                      |            |       |            |                                                                                  |  |  |

| 2024년 8월 25일 (일) | 서울 이랜드 FC            | 2 - 0 | 수원 삼성 블루윙즈 | 목동종합운동장, 서울                                                                    |  |  |
| 19:00 UTC+9          | 정재민 54′ · 변경준 90+5′ |       |                    | 관중 수: 9527 심판: 정회수 부심: 박남수, 황보진현 맨 오브 더 매치: 정재민 (서울 이랜드) |  |  |
|                      |                           |       |                    |                                                                                         |  |  |

| 2024년 8월 26일 (월) | 천안 시티 FC                     | 2 - 3 | 안산 그리너스                 | 천안종합운동장, 천안                                                                    |  |  |
| 19:30 UTC+9          | 이지훈 34′ · 이희성 48′ (자책골) |       | 5′ 김도윤 · 45+1′, 75′ 이지승 | 관중 수: 1018 심판: 고민국 부심: 이병주, 주현민 맨 오브 더 매치: 이지승 (안산 그리너스) |  |  |
|                      |                                  |       |                               |                                                                                         |  |  |

## 라운드 29 (8월 31일-9월 1일 토/일)
- 휴식팀: 부천 FC 1995

| 2024년 8월 31일 (토) | 충북청주 FC               | 2 - 2 | 수원 삼성 블루윙즈             | 청주종합운동장, 청주                                                                     |  |  |
| 19:00 UTC+9          | 베니시오 40′ · 김정현 43′ |       | 65′ 페이살 물리치 · 83′ 마일랏 | 관중 수: 10,215 심판: 안재훈 부심: 홍석찬, 황보진현 맨 오브 더 매치: 베니시오 (충북청주) |  |  |
|                      |                           |       |                                |                                                                                          |  |  |

| 2024년 8월 31일 (토) | 안산 그리너스 | 0 - 0 | 서울 이랜드 | 안산와~스타디움, 안산                           |  |  |
| 19:30 UTC+9          |               |       |             | 관중 수: 2712 심판: 최광호 부심: 송봉근, 신재환 |  |  |
|                      |               |       |             |                                                 |  |  |

| 2024년 8월 31일 (토) | FC 안양    | 1 - 1 | 천안 시티 FC | 안양종합운동장, 안양                                                           |  |  |
| 19:30 UTC+9          | 한의권 82′ |       | 90+6′ 김성준 | 관중 수: 5057 심판: 조지음 부심: 지승민, 김태원 맨 오브 더 매치: 한의권 (안양) |  |  |
|                      |            |       |              |                                                                                |  |  |

| 2024년 9월 1일 (일) | 충남 아산 FC                                                 | 3 - 0 | 경남 FC | 이순신종합운동장, 아산                                                             |  |  |
| 19:00 UTC+9         | 김주성 39′ · 강민규 53′ · 파울루 아폰수 다 호샤 주니오르 77′ |       |         | 관중 수: 2120 심판: 임정수 부심: 이영운, 김유영 맨 오브 더 매치: 김주성 (충남아산) |  |  |
|                     |                                                              |       |         |                                                                                    |  |  |

| 2024년 9월 1일 (일) | 부산 아이파크                 | 3 - 1 | 성남 FC                                 | 구덕운동장, 부산                                                                        |  |  |
| 19:00 UTC+9         | 임민혁 4′, 45+3′ · 이상준 80′ |       | 83′ (페널티) 레오나르도 아세베도 루이스 | 관중 수: 1514 심판: 박종명 부심: 김수현, 김태형 맨 오브 더 매치: 임민혁 (부산 아이파크) |  |  |
|                     |                               |       |                                         |                                                                                         |  |  |

| 2024년 9월 1일 (일) | 김포 FC                            | 4 - 3 | 전남 드래곤즈                             | 김포솔터축구장, 김포                                                                  |  |  |
| 19:00 UTC+9         | 루이스 사파타 17′, 45+1′, 48′, 54′ |       | 45+3′, 66′ (페널티) 완데르송 · 77′ 김종민 | 관중 수: 2112 심판: 송민석 부심: 이병주, 이양우 맨 오브 더 매치: 루이스 사파타 (김포) |  |  |
|                     |                                    |       |                                           |                                                                                       |  |  |

## 라운드 30 (9월 14-15일 토/일)
- 휴식팀: 성남 FC

| 2024년 9월 14일 (토) | 충북청주 FC | 1 - 2 | 서울 이랜드 FC                 | 청주종합운동장, 청주                                                                             |  |  |
| 16:30 UTC+9          | 구현준 24′  |       | 90+1′, 90+7′ 오스마르 이바녜스 | 관중 수: 2623 심판: 김재홍 부심: 이병주, 김태원 맨 오브 더 매치: 오스마르 이바녜스 (서울 이랜드) |  |  |
|                      |             |       |                                |                                                                                                  |  |  |

| 2024년 9월 14일 (토) | 수원 삼성 블루윙즈                 | 1 - 2 | 천안 시티 FC                                       | 용인미르스타디움, 용인                                              |  |  |
| 19:00 UTC+9          | 파울루 엔히키 두 필라르 시우바 76′ |       | 16′ 브루누 로드리게스 모타 · 90+5′ (자책골) 김상준 | 관중 수: 9820 심판: 정희수 부심: 김종희, 신재환 맨 오브 더 매치: () |  |  |
|                      |                                    |       |                                                    |                                                                     |  |  |

| 2024년 9월 14일 (토) | 충남 아산 FC | 1 - 1 | 안산 그리너스 | 이순신종합운동장, 아산                                                                  |  |  |
| 19:00 UTC+9          | 강민규 65′   |       | 79′ 강수일    | 관중 수: 1534 심판: 박정호 부심: 지승민, 김태형 맨 오브 더 매치: 강수일 (안산 그리너스) |  |  |
|                      |              |       |               |                                                                                         |  |  |

| 2024년 9월 15일 (일) | 경남 FC             | 1 - 4 | 부천 FC 1995                                              | 창원축구센터, 창원                                                                      |  |  |
| 16:30 UTC+9          | 바차나 아라불리 36′ |       | 1′ 이정빈 · 8′, 15′ (페널티) 호드리구 바사니 · 78′ 박현빈 | 관중 수: 3117 심판: 최승환 부심: 송봉근, 이양우 맨 오브 더 매치: 호드리구 바사니 (부천) |  |  |
|                      |                     |       |                                                           |                                                                                         |  |  |

| 2024년 9월 15일 (일) | 전남 드래곤즈        | 1 - 2 | 부산 아이파크            | 광양축구전용구장, 광양                                                                         |  |  |
| 16:30 UTC+9          | 욀로주 플라카 페 36′ |       | 70′, 90+5′ 페니엘 음라파 | 관중 수: 3624 심판: 박세진 부심: 이영운, 주현민 맨 오브 더 매치: 페니엘 음라파 (부산 아이파크) |  |  |
|                      |                      |       |                          |                                                                                                |  |  |

| 2024년 9월 15일 (일) | 김포 FC         | 1 - 2 | FC 안양                            | 김포솔터축구장, 김포                                                           |  |  |
| 19:00 UTC+9          | 루이스 미나 60′ |       | 53′ 마테우스 산투스 · 90+7′ 채현우 | 관중 수: 3307 심판: 설태환 부심: 박남수, 김수현 맨 오브 더 매치: 채현우 (안양) |  |  |
|                      |                 |       |                                    |                                                                                |  |  |

## 라운드 31 (9월 21-22일 토/일)
- 휴식팀: 서울 이랜드 FC

| 2024년 9월 21일 (토) | 충남 아산 FC            | 2 - 1 | 전남 드래곤즈 | 이순신종합운동장, 아산                                                               |  |  |
| 16:30 UTC+9          | 강준혁 50′ · 데니손 56′ |       | 31′ 김종민    | 관중 수: 1413 심판: 고민국 부심: 김종희, 황보진현 맨 오브 더 매치: 데니손 (충남아산) |  |  |
|                      |                         |       |               |                                                                                      |  |  |

| 2024년 9월 21일 (토) | 천안 시티 FC | 1 - 0 | 충북청주 FC | 천안종합운동장, 천안                                                                |  |  |
| 19:00 UTC+9          | 이웅희 34′   |       |             | 관중 수: 1313 심판: 최규현 부심: 이영운, 이양우 맨 오브 더 매치: 이웅희 (천안 시티) |  |  |
|                      |              |       |             |                                                                                     |  |  |

| 2024년 9월 21일 (토) | FC 안양                      | 2 - 1 | 안산 그리너스 | 안양종합운동장, 안양                                                                |  |  |
| 19:00 UTC+9          | 김동진 35′ · 야고 세자르 59′ |       | 49′ 박준배    | 관중 수: 4361 심판: 오현진 부심: 홍석찬, 김유영 맨 오브 더 매치: 야고 세자르 (안양) |  |  |
|                      |                              |       |               |                                                                                     |  |  |

| 2024년 9월 22일 (일) | 부천 FC 1995              | 2 - 0 | 김포 FC | 부천종합운동장, 부천                                                           |  |  |
| 16:30 UTC+9          | 이의형 69′ · 김선호 90+3′ |       |         | 관중 수: 3802 심판: 박종명 부심: 주현민, 신재환 맨 오브 더 매치: 이의형 (부천) |  |  |
|                      |                           |       |         |                                                                                |  |  |

| 2024년 9월 22일 (일) | 성남 FC    | 1 - 2 | 수원 삼성 블루윙즈        | 탄천종합운동장, 성남                                                                         |  |  |
| 16:30 UTC+9          | 신재원 31′ |       | 70′ 한호강 · 90+2′ 이기제 | 관중 수: 6702 심판: 최광호 부심: 송봉근, 김수현 맨 오브 더 매치: 이기제 (수원 삼성 블루윙즈) |  |  |
|                      |            |       |                           |                                                                                              |  |  |

| 2024년 9월 22일 (일) | 부산 아이파크 | 1 - 1 | 경남 FC      | 구덕운동장, 부산                                                               |  |  |
| 19:00 UTC+9          | 이준호 44′    |       | 90+3′ 우주성 | 관중 수: 2714 심판: 최일우 부심: 박남수, 김태형 맨 오브 더 매치: 우주성 (경남) |  |  |
|                      |               |       |              |                                                                                |  |  |

## 라운드 32 (9월 24-25일 화/수)
- 휴식팀: 전남 드래곤즈

| 2024년 9월 24일 (화) | 안산 그리너스                        | 3 - 2 | 충북청주          | 안산와~스타디움, 안산                                                                    |  |  |
| 19:30 UTC+9          | 김도윤 23′ · 김우빈 45′ · 박준배 84′ |       | 40′, 45+1′ 윤민호 | 관중 수: 781 심판: 임정수 부심: 송봉근, 황보진현 맨 오브 더 매치: 박준배 (안산 그리너스) |  |  |
|                      |                                      |       |                   |                                                                                          |  |  |

| 2024년 9월 24일 (화) | 서울 이랜드 FC | 1 - 0 | FC 안양 | 목동종합운동장, 서울                                                                  |  |  |
| 19:30 UTC+9          | 이인재 45+3′   |       |         | 관중 수: 3797 심판: 안재훈 부심: 지승민, 장종필 맨 오브 더 매치: 이인재 (서울 이랜드) |  |  |
|                      |                |       |         |                                                                                       |  |  |

| 2024년 9월 24일 (화) | 충남 아산 FC    | 2 - 0 | 천안 시티 FC | 이순신종합운동장, 아산                                                             |  |  |
| 19:30 UTC+9          | 김종석 86′, 89′ |       |              | 관중 수: 2182 심판: 조지음 부심: 홍석찬, 김태원 맨 오브 더 매치: 김종석 (충남아산) |  |  |
|                      |                 |       |              |                                                                                    |  |  |

| 2024년 9월 25일 (수) | 부천 FC 1995                                 | 3 - 0 | 성남 FC | 부천종합운동장, 부천                                                           |  |  |
| 19:30 UTC+9          | 한지호 7′ · 호드리구 바사니 57′ · 이정빈 61′ |       |         | 관중 수: 1760 심판: 정회수 부심: 박남수, 김종희 맨 오브 더 매치: 한지호 (부천) |  |  |
|                      |                                              |       |         |                                                                                |  |  |

| 2024년 9월 25일 (수) | 경남 FC    | 1 - 1 | 김포 FC                           | 창원축구센터, 창원                                                             |  |  |
| 19:30 UTC+9          | 이찬욱 19′ |       | 73′ 브루누 페레이라 지 알부케르키 | 관중 수: 2695 심판: 김영수 부심: 이양우, 김수현 맨 오브 더 매치: 이찬욱 (경남) |  |  |
|                      |            |       |                                   |                                                                                |  |  |

| 2024년 9월 25일 (수) | 수원 삼성 블루윙즈 | 0 - 1 | 부산 아이파크 | 용인미르스타디움, 용인                                                                  |  |  |
| 19:30 UTC+9          |                    |       | 20′ 이준호    | 관중 수: 4429 심판: 설태환 부심: 이병주, 주현민 맨 오브 더 매치: 이준호 (부산 아이파크) |  |  |
|                      |                    |       |               |                                                                                         |  |  |

## 라운드 33 (9월 28-30일 토/일/월)
- 휴식팀: 천안 시티 FC

| 2024년 9월 28일 (토) | FC 안양 | 0 - 1 | 충남아산   | 안양종합운동장, 안양                                                               |  |  |
| 16:30 UTC+9          |         |       | 47′ 데니손 | 관중 수: 5779 심판: 박세진 부심: 이병주, 박남수 맨 오브 더 매치: 데니손 (충남아산) |  |  |
|                      |         |       |            |                                                                                    |  |  |

| 2024년 9월 28일 (토) | 경남 FC    | 1 - 1 | 수원 삼성 블루윙즈 | 창원축구센터, 창원                                                                         |  |  |
| 19:00 UTC+9          | 도동현 11′ |       | 75′ 김현           | 관중 수: 5774 심판: 김재홍 부심: 이영운, 신재환 맨 오브 더 매치: 김현 (수원 삼성 블루윙즈) |  |  |
|                      |            |       |                    |                                                                                            |  |  |

| 2024년 9월 29일 (일) | 안산 그리너스 | 0 - 5 | 부산 아이파크                                        | 안산와~스타디움, 안산                                                                 |  |  |
| 16:30 UTC+9          |               |       | 6′ 김희승 · 13′, 23′, 75′ (페널티) 페신 · 64′ 이동수 | 관중 수: 2638 심판: 오현정 부심: 김수현, 김태원 맨 오브 더 매치: 페신 (부산 아이파크) |  |  |
|                      |               |       |                                                      |                                                                                       |  |  |

| 2024년 9월 29일 (일) | 충북청주 FC | 1 - 1 | 성남 FC    | 청주종합운동장, 청주                                                               |  |  |
| 19:00 UTC+9          | 김병오 69′  |       | 33′ 박지원 | 관중 수: 2050 심판: 박정호 부심: 홍석찬, 김유영 맨 오브 더 매치: 김병오 (충북청주) |  |  |
|                      |             |       |            |                                                                                    |  |  |

| 2024년 9월 30일 (월) | 전남 드래곤즈                                | 3 - 1 | 부천 FC 1995 | 광양축구전용구장, 광양                                                                              |  |  |
| 19:30 UTC+9          | 외로주 플라카 페수 48′, 90+1′ · 윤재석 90+4′ |       | 6′ 이정빈    | 관중 수: 2930 심판: 최승환 부심: 지승민, 김태형 맨 오브 더 매치: 외로주 플라카 페수 (전남 드래곤즈) |  |  |
|                      |                                              |       |              | |  |  |

| 2024년 9월 30일 (월) | 서울 이랜드 FC | 0 - 2 | 김포 FC                                          | 목동종합운동장, 서울                                                                    |  |  |
| 19:30 UTC+9          |                |       | 45+3′ 브루누 페레이라 지 알부케르키 · 51′ 장윤호 | 관중 수: 3401 심판: 오현진 부심: 김경민, 김종희 맨 오브 더 매치: 브루누 페레이라 (김포) |  |  |
|                      |                |       |                                                  |                                                                                         |  |  |

## 라운드 34 (10월 5-6일 토/일)
- 휴식팀: 안산 그리너스

| 2024년 10월 5일 (토) | 부산 아이파크 | 0 - 0 | 서울 이랜드 FC | 구덕운동장, 부산                                                                        |  |  |
| 16:30 UTC+9          |               |       |                | 관중 수: 3319 심판: 박종명 부심: 이양우, 김유영 맨 오브 더 매치: 구상민 (부산 아이파크) |  |  |
|                      |               |       |                |                                                                                         |  |  |

| 2024년 10월 5일 (토) | 김포 FC                                    | 3 - 0 | 충남아산 | 김포솔터축구장, 김포                                                |  |  |
| 16:30 UTC+9          | 박경록 11′ · 루이스 미나 14′ (페널티), 52′ |       |          | 관중 수: 2854 심판: 송민석 부심: 김수현, 김태원 맨 오브 더 매치: () |  |  |
|                      |                                            |       |          |                                                                     |  |  |

| 2024년 10월 5일 (토) | 천안 시티 FC                                         | 3 - 1 | 경남 FC      | 천안종합운동장, 천안                                                                |  |  |
| 16:30 UTC+9          | 툰가라 43′ · 브루누 호드리기스 모타 62′ · 이지훈 76′ |       | 45+3′ 박동진 | 관중 수: 1685 심판: 최광호 부심: 지승민, 주현민 맨 오브 더 매치: 툰가라 (천안 시티) |  |  |
|                      |                                                      |       |              |                                                                                     |  |  |

| 2024년 10월 5일 (토) | 성남 FC | 0 - 1 | 전남 드래곤즈 | 탄천종합운동장, 성남                                                             |  |  |
| 19:00 UTC+9          |         |       | 90+3′ 윤재석  | 관중 수: 1781 심판: 조지음 부심: 이영운, 김종희 맨 오브 더 매치: 윤재석 (윤재석) |  |  |
|                      |         |       |               |                                                                                  |  |  |

| 2024년 10월 5일 (토) | 부천 FC 1995 | 0 - 0 | 충북청주 | 부천종합운동장, 부천                                                |  |  |
| 19:00 UTC+9          |              |       |          | 관중 수: 3326 심판: 최규현 부심: 이병주, 신재환 맨 오브 더 매치: () |  |  |
|                      |              |       |          |                                                                     |  |  |

| 2024년 10월 6일 (일) | 수원 삼성 블루윙즈  | 1 - 0 | FC 안양 | 용인미르스타디움, 용인                                                                                    |  |  |
| 17:30 UTC+9          | 피터 마크릴로스 82′ |       |         | 관중 수: 10,632 심판: 최현재 부심: 송봉근, 황보진현 맨 오브 더 매치: 피터 마크릴로스 (수원 삼성 블루윙즈) |  |  |
|                      |                     |       |         | |  |  |

## 라운드 35 (10월 19-20일 토/일)
- 휴식팀: 경남 FC

| 2024년 10월 19일 (토) | 부천 FC 1995 | 1 - 1 | 수원 삼성 블루윙즈 | 부천종합운동장, 부천                                                           |  |  |
| 14:00 UTC+9           | 바사니 65′   |       | 34′ 페이살 물리치  | 관중 수: 8604 심판: 정회수 부심: 이양우, 김유영 맨 오브 더 매치: 바사니 (부천) |  |  |
|                       |              |       |                    |                                                                                |  |  |

| 2024년 10월 19일 (토) | 충북청주 FC | 0 - 1 | 김포 FC                           | 청주종합운동장, 청주                                                           |  |  |
| 16:30 UTC+9           |             |       | 69′ 브루누 페레이라 지 알부케르키 | 관중 수: 1533 심판: 고민국 부심: 장종필, 김태형 맨 오브 더 매치: 브루누 (김포) |  |  |
|                       |             |       |                                   |                                                                                |  |  |

| 2024년 10월 19일 (토) | 전남 드래곤즈  | 1 - 1 | 안산 그리너스 | 광양축구전용구장, 광양                                                                      |  |  |
| 16:30 UTC+9           | 발디비아 90+3′ |       | 73′ 김진현    | 관중 수: 3209 심판: 김영수 부심: 송봉근, 황보진현 맨 오브 더 매치: 발디비아 (전남 드래곤즈) |  |  |
|                       |                |       |               |                                                                                             |  |  |

| 2024년 10월 20일 (일) | 천안 시티 FC | 0 - 3 | 서울 이랜드 FC                                                | 천안종합운동장, 천안                                                                  |  |  |
| 14:00 UTC+9           |              |       | 66′ 변경준 · 71′ 혼 몬타뇨 시니스테라 · 75′ 오스마르 이바녜스 | 관중 수: 2022 심판: 최일우 부심: 김경민, 김수현 맨 오브 더 매치: 변경준 (서울 이랜드) |  |  |
|                       |              |       |                                                               |                                                                                       |  |  |

| 2024년 10월 20일 (일) | 성남 FC                 | 2 - 3 | 충남 아산 FC                   | 탄천종합운동장, 성남                                                               |  |  |
| 14:00 UTC+9           | 신재원 44′ · 장영기 50′ |       | 32′ 파울링요 · 54′, 59′ 이학민 | 관중 수: 3296 심판: 오현정 부심: 이병주, 홍석찬 맨 오브 더 매치: 이학민 (충남아산) |  |  |
|                       |                         |       |                                |                                                                                    |  |  |

| 2024년 10월 20일 (일) | FC 안양                                 | 4 - 1 | 부산 아이파크              | 안양종합운동장, 안양                                                           |  |  |
| 16:30 UTC+9           | 유정완 14′, 65′ · 야고 69′ · 리영직 75′ |       | 81′ (페널티) 브루누 라마스 | 관중 수: 7097 심판: 오현진 부심: 주현민, 박남수 맨 오브 더 매치: 유정완 (안양) |  |  |
|                       |                                         |       |                            |                                                                                |  |  |

## 라운드 36 (10월 26-27일 토/일)
- 휴식팀: 부산 아이파크

| 2024년 10월 26일 (토) | 전남 드래곤즈 | 0 - 2 | 천안 시티 FC                       | 광양축구전용구장, 광양                                                              |  |  |
| 14:00 UTC+9           |               |       | 72′ (페널티) 김성준 · 90+8′ 툰가라 | 관중 수: 2399 심판: 설태환 부심: 지승민, 신재환 맨 오브 더 매치: 툰가라 (천안 시티) |  |  |
|                       |               |       |                                    |                                                                                     |  |  |

| 2024년 10월 26일 (토) | 충북청주 FC | 0 - 2 | FC 안양                   | 청주종합운동장, 청주                                                           |  |  |
| 16:30 UTC+9           |             |       | 53′ 김정현 · 62′ 마테우스 | 관중 수: 2232 심판: 안재훈 부심: 송봉근, 홍석찬 맨 오브 더 매치: 김정현 (안양) |  |  |
|                       |             |       |                           |                                                                                |  |  |

| 2024년 10월 26일 (토) | 안산 그리너스 | 1 - 0 | 부천 FC 1995 | 안산와~스타디움, 안산                                                                   |  |  |
| 16:30 UTC+9           | 김진현 29′    |       |              | 관중 수: 2159 심판: 임정수 부심: 이병주, 주현민 맨 오브 더 매치: 김진현 (안산 그리너스) |  |  |
|                       |               |       |              |                                                                                         |  |  |

| 2024년 10월 27일 (일) | 서울 이랜드 FC | 1 - 2 | 충남 아산 FC              | 목동종합운동장, 서울                                                               |  |  |
| 14:00 UTC+9           | 정재민 82′     |       | 12′ 김주성 · 45+3′ 박대훈 | 관중 수: 3735 심판: 최승환 부심: 이양우, 김태원 맨 오브 더 매치: 김주성 (충남아산) |  |  |
|                       |                |       |                           |                                                                                    |  |  |

| 2024년 10월 27일 (일) | 김포 FC | 0 - 0 | 수원 삼성 블루윙즈 | 김포솔터축구장, 김포                                                |  |  |
| 14:00 UTC+9           |         |       |                    | 관중 수: 7068 심판: 조지음 부심: 이영운, 박남수 맨 오브 더 매치: () |  |  |
|                       |         |       |                    |                                                                     |  |  |

| 2024년 10월 27일 (일) | 경남 FC                                                                                        | 5 - 1 | 성남 FC                        | 창원축구센터, 창원                                                             |  |  |
| 16:30 UTC+9           | 김형진 20′ · 펠리피 길례르미 산투스 폰세카 25′ · 이민혁 43′ · 박동진 67′ · 펠리페 사라이바 83′ |       | 18′ 레오나르도 아세베도 루이스 | 관중 수: 3344 심판: 박종명 부심: 김경민, 김종희 맨 오브 더 매치: 김형진 (경남) |  |  |
|                       |                                                                                                |       |                                |                                                                                |  |  |

## 라운드 37 (10월 29-30일 화/수)
- 휴식팀: 김포 FC

| 2024년 10월 29일 (화) | FC 안양    | 1 - 1 | 전남 드래곤즈 | 안양종합운동장, 안양                                                                    |  |  |
| 19:30 UTC+9           | 유정완 61′ |       | 90+4′ 윤재석  | 관중 수: 4675 심판: 송민석 부심: 이병주, 김태원 맨 오브 더 매치: 윤재석 (전남 드래곤즈) |  |  |
|                       |            |       |               |                                                                                         |  |  |

| 2024년 10월 29일 (화) | 부산 아이파크 | 0 - 1 | 충북청주 FC | 구덕운동장, 부산                                                                   |  |  |
| 19:30 UTC+9           |               |       | 79′ 정성호  | 관중 수: 2342 심판: 최광호 부심: 김경민, 김태형 맨 오브 더 매치: 정성호 (충북청주) |  |  |
|                       |               |       |             |                                                                                    |  |  |

| 2024년 10월 29일 (화) | 천안 시티 FC | 1 - 1 | 부천 FC 1995 | 천안종합운동장, 천안                                                                |  |  |
| 19:30 UTC+9           | 이지훈 90+5′ |       | 85′ 박호민   | 관중 수: 1016 심판: 김재홍 부심: 박남수, 이화평 맨 오브 더 매치: 이지훈 (천안 시티) |  |  |
|                       |              |       |              |                                                                                     |  |  |

| 2024년 10월 30일 (수) | 안산 그리너스       | 1 - 1 | 경남 FC    | 안산와~스타디움, 안산                                                           |  |  |
| 19:30 UTC+9           | 김도윤 62′ (페널티) |       | 74′ 김형진 | 관중 수: 570 심판: 박정호 부심: 김수현, 황보진현 맨 오브 더 매치: 김형진 (경남) |  |  |
|                       |                     |       |            |                                                                                 |  |  |

| 2024년 10월 30일 (수) | 서울 이랜드 FC | 1 - 0 | 성남 FC | 목동종합운동장, 서울                                                                  |  |  |
| 19:30 UTC+9           | 변경준 48′     |       |         | 관중 수: 1888 심판: 최규현 부심: 이영운, 김유영 맨 오브 더 매치: 변경준 (서울 이랜드) |  |  |
|                       |                |       |         |                                                                                       |  |  |

| 2024년 10월 30일 (수) | 수원 삼성 블루윙즈        | 2 - 1 | 충남 아산 FC | 용인미르스타디움, 용인                                                                       |  |  |
| 19:30 UTC+9           | 이기제 61′ · 김상준 90+7′ |       | 40′ 박대훈   | 관중 수: 5936 심판: 김영수 부심: 지승민, 김종희 맨 오브 더 매치: 김상준 (수원 삼성 블루윙즈) |  |  |
|                       |                           |       |              |                                                                                              |  |  |

## 라운드 38 (11월 2-3일 토/일)
- 휴식팀: 충남 아산 FC

| 2024년 11월 2일 (토) | 부천 FC 1995 | 0 - 0 | FC 안양 | 부천종합운동장, 부천                                                  |  |  |
| 14:00 UTC+9          |              |       |         | 관중 수: 5405 심판: 정회수 부심: 이영운, 황보진현 맨 오브 더 매치: () |  |  |
|                      |              |       |         |                                                                       |  |  |

| 2024년 11월 2일 (토) | 천안 시티 FC                    | 2 - 3 | 부산 아이파크                    | 천안종합운동장, 천안                                                                  |  |  |
| 16:30 UTC+9          | 브루누 호드리게스 모타 12′, 47′ |       | 4′ 페니엘 음라파 · 21′, 57′ 페신 | 관중 수: 2787 심판: 안재훈 부심: 김종희, 김유영 맨 오브 더 매치: 페신 (부산 아이파크) |  |  |
|                      |                                 |       |                                  |                                                                                       |  |  |

| 2024년 11월 3일 (일) | 전남 드래곤즈                                           | 3 - 0 | 충북청주 FC | 광양축구전용구장, 광양                                                                    |  |  |
| 14:00 UTC+9          | 홍석현 3′ · 발디비아 33′ (페널티) · 김종민 61′ (페널티) |       |             | 관중 수: 4324 심판: 오현정 부심: 김수현, 박남수 맨 오브 더 매치: 발디비아 (전남 드래곤즈) |  |  |
|                      |                                                         |       |             |                                                                                           |  |  |

| 2024년 11월 3일 (일) | 경남 FC | 0 - 3 | 서울 이랜드 FC                                        | 창원축구센터, 창원                                                                    |  |  |
| 14:00 UTC+9          |         |       | 57′ 김신진 · 65′ 변경준 · 77′ 브루누 다 시우바 코스타 | 관중 수: 3088 심판: 고민국 부심: 이병주, 김태원 맨 오브 더 매치: 김신진 (서울 이랜드) |  |  |
|                      |         |       |                                                       |                                                                                       |  |  |

| 2024년 11월 3일 (일) | 성남 FC      | 1 - 1 | 김포 FC               | 탄천종합운동장, 성남                                                           |  |  |
| 16:30 UTC+9          | 구본철 90+9′ |       | 37′ 레오나르드 플라나 | 관중 수: 2113 심판: 임정수 부심: 지승민, 이현모 맨 오브 더 매치: 구본철 (성남) |  |  |
|                      |              |       |                       |                                                                                |  |  |

| 2024년 11월 3일 (일) | 수원 삼성 블루윙즈      | 2 - 1 | 안산 그리너스 | 용인미르스타디움, 용인                                                                         |  |  |
| 16:30 UTC+9          | 배서준 69′ · 조윤성 73′ |       | 56′ 김영남    | 관중 수: 15,308 심판: 최승환 부심: 이양우, 주현민 맨 오브 더 매치: 조윤성 (수원 삼성 블루윙즈) |  |  |
|                      |                         |       |               |                                                                                                |  |  |

## 라운드 39 (11월 9일 토)
- 휴식팀: 수원 삼성 블루윙즈

| 2024년 11월 9일 (토) | 부산 아이파크                           | 3 - 1 | 부천 FC 1995 | 구덕운동장, 부산                                                                               |  |  |
| 14:00 UTC+9          | 손휘 14′ · 페니엘 음라파 51′ · 페신 87′ |       | 75′ 이의형   | 관중 수: 3745 심판: 조지음 부심: 장종필, 김태형 맨 오브 더 매치: 페니엘 음라파 (부산 아이파크) |  |  |
|                      |                                         |       |              |                                                                                                |  |  |

| 2024년 11월 9일 (토) | 김포 FC         | 1 - 0 | 천안 시티 FC | 김포솔터축구장, 김포                                                                |  |  |
| 14:00 UTC+9          | 루이스 미나 20′ |       |              | 관중 수: 2455 심판: 박종명 부심: 김경민, 김수현 맨 오브 더 매치: 루이스 미나 (김포) |  |  |
|                      |                 |       |              |                                                                                     |  |  |

| 2024년 11월 9일 (토) | FC 안양                 | 2 - 2 | 경남 FC                 | 안양종합운동장, 안양                                                             |  |  |
| 14:00 UTC+9          | 채현우 22′ · 문성우 46′ |       | 30′ 도동현 · 80′ 이시헌 | 관중 수: 13,451 심판: 박세진 부심: 지승민, 홍석찬 맨 오브 더 매치: 채현우 (안양) |  |  |
|                      |                         |       |                         |                                                                                  |  |  |

| 2024년 11월 9일 (토) | 충북청주 FC | 1 - 4 | 충남아산                                      | 청주종합운동장, 청주                                                               |  |  |
| 14:00 UTC+9          | 김영환 46′  |       | 45+10′ (페널티), 54′, 69′ 주닝요 · 49′ 데니손 | 관중 수: 2546 심판: 오현진 부심: 주현민, 김유영 맨 오브 더 매치: 주닝요 (충남아산) |  |  |
|                      |             |       |                                               |                                                                                    |  |  |

| 2024년 11월 9일 (토) | 서울 이랜드 FC | 0 - 4 | 전남 드래곤즈                                      | 목동종합운동장, 서울                                                                           |  |  |
| 14:00 UTC+9          |                |       | 11′, 33′ 외로주 플라카 · 30′ 발디비아 · 78′ 박태용 | 관중 수: 7913 심판: 김영수 부심: 송봉근, 신재환 맨 오브 더 매치: 외로주 플라카 (전남 드래곤즈) |  |  |
|                      |                |       |                                                    |                                                                                                |  |  |

| 2024년 11월 9일 (토) | 안산 그리너스 | 1 - 1 | 성남 FC    | 안산와~스타디움, 안산                                                                   |  |  |
| 14:00 UTC+9          | 김진현 74′    |       | 80′ 이중민 | 관중 수: 2082 심판: 오현정 부심: 이병주, 김종희 맨 오브 더 매치: 김진현 (안산 그리너스) |  |  |
|                      |               |       |            |                                                                                         |  |  |